# 明朝内阁辅臣列表
明朝内阁辅臣列表，旨在列举明朝洪武三十五年（1402年）至崇祯十七年（1644年）的明朝内阁成员。内阁初为皇帝咨政机构，此后权力逐渐增大，后形成为明朝行政中枢。内阁辅臣的人数为一人至七人不等，輔臣奉使出外辦事，多自稱“閣部”。
起初，內閣大學士只具有顧問身份，皇帝為最終決定的權力，而大學士很少有參決的機會。到明仁宗、明宣宗時期，大學士均因有太子經師的恩情，而得以累加至太子三孤身份，地位日益受尊崇。宣宗時期，朝廷事無大小，宣宗均悉數諮詢大學士楊士奇的看法而決定。雖然吏部尚書蹇義、戶部尚書夏原吉召見時得以參與各部事宜，然而其還遠不如楊士奇等內閣成員得以親自接見。自此，內閣的權力日益增大，到明世宗中葉，夏言、嚴嵩等人執掌內閣，地位赫然為真正的宰相，亦可壓制六部。然而，雖然首席内阁大学士（或称内阁首辅）有票擬的權力，但卻不得不依賴於內部太監送達批紅。首輔大學士的職權如同以往的丞相，但必須與宦官合作，才能執掌大政。明朝內閣由始至終都不是明朝中樞的一級行政機構，所謂內閣只是文淵閣的別稱。

## 永乐年间
建文四年六月，燕王朱棣通过靖难之役登基，為明成祖，废除建文年号，复称洪武三十五年，翌年改元永樂。洪武三十五年八月，明成祖召解縉、黃淮等人入直文淵閣；次月，再召胡廣、楊榮、楊士奇、金幼孜、胡儼等人入直，參與機務，內閣制度至此建立。然而，當時進入內閣的成員均來自翰林院編修、檢討與侍讀等官職，并不兼任六部職位，也不得專制九卿。而九卿等官員上奏，亦不得向內閣通知。
| 时间                                | 内阁首辅                    | 內閣辅臣                                     | 背景 |
| ----------------------------------- | --------------------------- | -------------------------------------------- | --- |
| 建文四年壬午 洪武三十五年（1402年） | 黃淮 十一月降 解縉 十一月進 | 黃淮、胡廣、楊榮、解縉、楊士奇、金幼孜、胡儼 | |
| 永乐元年癸未 （1403年）             | 解縉                        | 解縉、黃淮、胡廣、楊榮、楊士奇、胡儼、金幼孜 | |
| 永乐二年甲申 （1404年）             | 解縉                        | 解縉、黃淮、胡廣、胡儼、楊榮、楊士奇、金幼孜 | 全体内阁成员品衔至五品                                                                                   |
| 永乐三年乙酉 （1405年）             | 解縉                        | 解縉、黃淮、胡廣、楊榮、楊士奇、金幼孜       | |
| 永乐四年丙戌 （1406年）             | 解縉                        | 解縉、黃淮、胡廣、楊榮、楊士奇、金幼孜       | 解縉因上疏朱高煦禮秩超過太子而被成祖責備。除解縉外，全体内阁成员品衔升至二品。                           |
| 永乐五年丁亥 （1407年）             | 解縉二月黜 胡廣             | 解縉、黃淮、胡廣、楊榮、楊士奇、金幼孜       | 朱高煦進譖，解縉被貶至廣西布政司參議。胡廣進為左春坊大學士、為內閣首輔。                                 |
| 永乐六年戊子 （1408年）             | 胡廣                        | 胡廣、黃淮、楊榮、楊士奇、金幼孜             | |
| 永乐七年己丑 （1409年）             | 胡廣                        | 胡廣、黃淮、楊榮、楊士奇、金幼孜             | 明成祖決定親征韃靼，命胡廣、楊榮、金幼孜隨行，黃淮、楊士奇留守輔佐太子朱高炽監國                         |
| 永乐八年庚寅 （1410年）             | 胡廣                        | 胡廣、黃淮、楊榮、楊士奇、金幼孜             | |
| 永乐九年辛卯 （1411年）             | 胡廣                        | 胡廣、黃淮、楊榮、楊士奇、金幼孜             | |
| 永乐十年壬辰 （1412年）             | 胡廣                        | 胡廣、黃淮、楊榮、楊士奇、金幼孜             | |
| 永乐十一年癸巳 （1413年）           | 胡廣                        | 胡廣、黃淮、楊榮、楊士奇、金幼孜             | |
| 永乐十二年甲午 （1414年）           | 胡廣                        | 胡廣、黃淮、楊榮、楊士奇、金幼孜             | 成祖北征歸來，因太子朱高炽遣使迎接稍迟，加之朱高煦譖言，东宫官屬悉數下詔獄，黃淮、楊士奇、楊溥因此下狱。 |
| 永乐十三年乙未 （1415年）           | 胡廣                        | 胡廣、楊榮、楊士奇、金幼孜                   | |
| 永乐十四年丙申 （1416年）           | 胡廣                        | 胡廣、楊榮、金幼孜、楊士奇                   | |
| 永乐十五年丁酉 （1417年）           | 胡廣                        | 胡廣、楊榮、金幼孜、楊士奇                   | |
| 永乐十六年戊戌 （1418年）           | 胡廣五月卒 楊榮             | 胡廣、楊榮、金幼孜、楊士奇                   | |
| 永乐十七年己亥 （1419年）           | 楊榮                        | 楊榮、金幼孜、楊士奇                         | |
| 永乐十八年庚子 （1420年）           | 楊榮                        | 楊榮、金幼孜、楊士奇                         | |
| 永乐十九年辛丑 （1421年）           | 楊榮                        | 楊榮、金幼孜、楊士奇                         | |
| 永乐二十年壬寅 （1422年）           | 楊榮                        | 楊榮、金幼孜、楊士奇                         | |
| 永乐二十一年癸卯 （1423年）         | 楊榮                        | 楊榮、金幼孜、楊士奇                         | |
| 永乐二十二年甲辰 （1424年）         | 楊榮八月降 楊士奇八月进     | 楊士奇、楊榮、金幼孜、黃淮                   | 同年八月，成祖駕崩，仁宗即位。                                                                           |

## 洪熙年間
洪熙年間，明仁宗因楊士奇、楊榮等為東宮舊臣，升楊士奇為禮部侍郎兼華蓋殿大學士，楊榮為太常卿兼謹身殿大學士，於是從明仁宗起，內閣逐漸受到重視。之後楊士奇、楊榮等人均兼有尚書職位，雖然身居內閣，其頭銜均以尚書為尊。
| 时间                    | 内阁首辅 | 內閣辅臣                               | 背景                                                       |
| ----------------------- | -------- | -------------------------------------- | ---------------------------------------------------------- |
| 洪熙元年乙巳 （1425年） | 楊士奇   | 楊士奇、楊榮、金幼孜、黃淮、楊溥、權謹 | 同年六月，仁宗駕崩，宣宗即位。閏七月，“三杨”同时执掌内阁。 |

## 宣德年间
明宣宗在位期间，国力强盛，政治清明，与其父明仁宗时期，合称“仁宣之治”。
| 时间                    | 内阁首辅 | 內閣辅臣                                     | 背景                                               |
| ----------------------- | -------- | -------------------------------------------- | -------------------------------------------------- |
| 宣德元年丙午 （1426年） | 楊士奇   | 楊士奇、楊榮、黄淮、金幼孜、楊溥、张瑛       | 汉王朱高煦叛乱，明宣宗听从杨荣意见亲征，平定叛乱。 |
| 宣德二年丁未 （1427年） | 楊士奇   | 楊士奇、黄淮、楊榮、金幼孜、楊溥、张瑛、陳山 |                                                    |
| 宣德三年戊申 （1428年） | 楊士奇   | 楊士奇、楊榮、金幼孜、陳山、张瑛、楊溥       | 同年八月，楊士奇、楊榮、楊溥随明宣宗北巡。         |
| 宣德四年己酉 （1429年） | 楊士奇   | 楊士奇、楊榮、金幼孜、陳山、张瑛、楊溥       |                                                    |
| 宣德五年庚戌 （1430年） | 楊士奇   | 楊士奇、楊榮、金幼孜、楊溥                   |                                                    |
| 宣德六年辛亥 （1431年） | 楊士奇   | 楊士奇、楊榮、金幼孜、楊溥                   |                                                    |
| 宣德七年壬子 （1432年） | 楊士奇   | 楊士奇、楊榮、楊溥                           |                                                    |
| 宣德八年癸丑 （1433年） | 楊士奇   | 楊士奇、楊榮、楊溥                           |                                                    |
| 宣德九年甲寅 （1434年） | 楊士奇   | 楊士奇、楊榮、楊溥                           |                                                    |
| 宣德十年乙卯 （1435年） | 楊士奇   | 楊士奇、楊榮、楊溥                           | 正月，宣宗驾崩，英宗即位。                         |

## 正统年间
正统十四年（1449年），明英宗率众北征瓦剌，在宣化土木堡，明军被蒙古军围困，英宗被俘，内阁成员曹鼐、张益等数十名官员阵亡，史称土木之变。
| 时间                      | 内阁首辅           | 內閣辅臣                                 | 背景 |
| ------------------------- | ------------------ | ---------------------------------------- | --- |
| 正統元年丙辰 （1436年）   | 楊士奇             | 楊士奇、楊榮、楊溥                       | |
| 正統二年丁巳 （1437年）   | 楊士奇             | 楊士奇、楊榮、楊溥                       | |
| 正統三年戊午 （1438年）   | 楊士奇             | 楊士奇、楊榮、楊溥                       | |
| 正統四年己未 （1439年）   | 楊士奇             | 楊士奇、楊榮、楊溥                       | |
| 正統五年庚申 （1440年）   | 楊士奇             | 楊士奇、楊榮、楊溥、馬愉、曹鼐           | |
| 正統六年辛酉 （1441年）   | 楊士奇             | 楊士奇、楊溥、馬愉、曹鼐                 | |
| 正統七年壬戌 （1442年）   | 楊士奇             | 楊士奇、楊溥、馬愉、曹鼐                 | 本年，張太皇太后去世。當時楊榮已去世，楊士奇因其子楊稷事而堅持不出，楊溥年老勢孤，宦官王振遂专擅国政。       |
| 正統八年癸亥 （1443年）   | 楊士奇             | 楊士奇、楊溥、馬愉、曹鼐                 | |
| 正統九年甲子 （1444年）   | 楊士奇 三月卒 楊溥 | 楊士奇、楊溥、馬愉、曹鼐、陳循           | |
| 正統十年乙丑 （1445年）   | 楊溥               | 楊溥、馬愉、曹鼐、陳循、苗衷、高穀       | |
| 正統十一年丙寅 （1446年） | 楊溥 七月卒 曹鼐   | 楊溥、曹鼐、陳循、馬愉、苗衷、高穀       | |
| 正統十二年丁卯 （1447年） | 曹鼐               | 曹鼐、陳循、馬愉、苗衷、高穀             | |
| 正統十三年戊辰 （1448年） | 曹鼐               | 曹鼐、陳循、苗衷、高穀                   | |
| 正統十四年己巳 （1449年） | 曹鼐 八月歿 陳循   | 曹鼐、陳循、苗衷、高穀、張益、彭時、商輅 | 在宦官王振鼓动下，明英宗率百官及五十万部队亲征瓦剌，在土木堡被俘，内阁曹鼐、張益阵亡。同年九月，景泰帝即位。 |

## 景泰年间
景泰年間，王文以左都御史進吏部尚書后進入內閣，自後后，誥敕房、制敕房俱設中書舍人，六部承奉意旨，內閣權力更大。
| 时间                    | 内阁首辅 | 內閣辅臣                                   | 背景 |
| ----------------------- | -------- | ------------------------------------------ | ---- |
| 景泰元年庚午 （1450年） | 陳循     | 陳循、苗衷、高穀、彭時、商輅、俞綱、江淵   |      |
| 景泰二年辛未 （1451年） | 陳循     | 陳循、高穀、江淵、商輅、王一寧、蕭鎡       |      |
| 景泰三年壬申 （1452年） | 陳循     | 陳循、高穀、江淵、王一寧、蕭鎡、商輅、王文 |      |
| 景泰四年癸酉 （1453年） | 陳循     | 陳循、高穀、王文、蕭鎡、江淵、商輅         |      |
| 景泰五年甲戌 （1454年） | 陳循     | 陳循、高穀、王文、蕭鎡、江淵、商輅         |      |
| 景泰六年乙亥 （1455年） | 陳循     | 陳循、高穀、王文、江淵、蕭鎡、商輅         |      |
| 景泰七年丙子 （1456年） | 陳循     | 陳循、高穀、王文、蕭鎡、商輅               |      |

## 天顺年間
明英宗发动夺门之变，奪回了政權，改年号为“天顺”。英宗復辟后，内阁成员大换血，其中首辅陳循充军辽东；王文遭棄市斩首；蕭鎡、商輅削职为民。天顺二年，李賢奏定纂修專選進士，自此“非進士不入翰林，非翰林不入內閣”形成固定的制度。
| 时间                             | 内阁首辅                                          | 內閣辅臣                                                                 | 背景 |
| -------------------------------- | ------------------------------------------------- | ------------------------------------------------------------------------ | --- |
| 景泰八年丁丑 天順元年 （1457年） | 陳循 正月罷 徐有貞 六月罷 許彬 七月罷 李賢 七月進 | 陳循、高穀、王文、蕭鎡、商輅、徐有貞、許彬、薛瑄、李賢、呂原、岳正、彭時 | 該年正月壬午，徐有貞、石亨等人發動奪門之變，明英宗復皇帝位，內閣大調動。后因徐、石矛盾，徐有貞、許彬等人獲刑離開內閣。 |
| 天順二年戊寅 （1458年）          | 李賢                                              | 李賢、彭時、呂原                                                         | |
| 天順三年己卯 （1459年）          | 李賢                                              | 李賢、彭時、呂原                                                         | |
| 天順四年庚辰 （1460年）          | 李賢                                              | 李賢、彭時、呂原                                                         | |
| 天順五年辛巳 （1461年）          | 李賢                                              | 李賢、彭時、呂原                                                         | |
| 天順六年壬午 （1462年）          | 李賢                                              | 李賢、彭時、呂原                                                         | |
| 天順七年癸未 （1463年）          | 李賢                                              | 李賢、彭時、陳文                                                         | |
| 天順八年甲申 （1464年）          | 李賢                                              | 李賢、陳文、彭時                                                         | 同年正月英宗駕崩，憲宗即位。                                                                                           |

## 成化年间
明憲宗成化初年，吏治尚佳。但成化中期以後，憲宗寵信万贵妃及宦官汪直，朝纲败坏，民不聊生。史书多载，成化十九年后，内阁成员萬安、劉吉、劉珝与六部长官合称为：“紙糊三閣老，泥塑六尚書”。
| 时间                        | 内阁首辅                    | 內閣辅臣                           | 背景 |
| --------------------------- | --------------------------- | ---------------------------------- | --- |
| 成化元年乙酉 （1465年）     | 李賢                        | 李賢、陳文、彭時                   | |
| 成化二年丙戌 （1466年）     | 李賢 十二月卒 陳文 十二月進 | 李賢、陳文、彭時、劉定之           | |
| 成化三年丁亥 （1467年）     | 陳文                        | 陳文、彭時、劉定之、商輅           | |
| 成化四年戊子 （1468年）     | 陳文 四月卒 彭時 四月進     | 陳文、彭時、商輅、劉定之           | |
| 成化五年己丑 （1469年）     | 彭時                        | 彭時、商輅、劉定之、萬安           | |
| 成化六年庚寅 （1470年）     | 彭時                        | 彭時、商輅、萬安                   | |
| 成化七年辛卯 （1471年）     | 彭時                        | 彭時、商輅、萬安                   | 同年彭時、商輅借彗星天变而请身居宫中的明宪宗入朝，而未谈多少时萬安即大呼万岁，宪宗从此再不见大臣，一时内阁被笑称“万岁阁老”。 |
| 成化八年壬辰 （1472年）     | 彭時                        | 彭時、商輅、萬安                   | |
| 成化九年癸巳 （1473年）     | 彭時                        | 彭時、商輅、萬安                   | |
| 成化十年甲午 （1474年）     | 彭時                        | 彭時、商輅、萬安                   | |
| 成化十一年乙未 （1475年）   | 彭時 三月卒 商輅 四月进     | 彭時、商輅、萬安、劉珝、劉吉       | |
| 成化十二年丙申 （1476年）   | 商輅                        | 商輅、萬安、劉珝、劉吉             | |
| 成化十三年丁酉 （1477年）   | 商輅 六月致仕 萬安 六月进   | 商輅、萬安、劉珝、劉吉             | |
| 成化十四年戊戌 （1478年）   | 萬安                        | 萬安、劉珝、劉吉                   | 萬安、劉珝、劉吉三人在成化年间毫无建树，故称“紙糊三閣老”。                                                                   |
| 成化十五年己亥 （1479年）   | 萬安                        | 萬安、劉珝、劉吉                   | |
| 成化十六年庚子 （1480年）   | 萬安                        | 萬安、劉珝、劉吉                   | |
| 成化十七年辛丑 （1481年）   | 萬安                        | 萬安、劉珝、劉吉                   | |
| 成化十八年壬寅 （1482年）   | 萬安                        | 萬安、劉珝、劉吉                   | |
| 成化十九年癸卯 （1483年）   | 萬安                        | 萬安、劉珝、劉吉                   | |
| 成化二十年甲辰 （1484年）   | 萬安                        | 萬安、劉珝、劉吉                   | |
| 成化二十一年乙巳 （1485年） | 萬安                        | 萬安、劉珝、劉吉、彭華             | 明朝党争开始，萬安与彭華等人挤走劉珝。                                                                                       |
| 成化二十二年丙午 （1486年） | 萬安                        | 萬安、劉吉、彭華、尹直             | |
| 成化二十三年丁未 （1487年） | 萬安 十月罢 劉吉 十一月进   | 萬安、劉吉、彭華、尹直、徐溥、劉健 | 同年九月，宪宗驾崩，孝宗即位。十一月，孝宗罢免万安。                                                                         |

## 弘治年间
弘治为明孝宗朱祐樘在位时期的年号。其上任后，重新任免内阁、六部官员，任用贤能，使得其统治时期，国家政治清明、经济繁荣、百姓富裕、天下小康，史称“弘治中兴”。
| 时间                      | 内阁首辅                  | 內閣辅臣                       | 背景                                               |
| ------------------------- | ------------------------- | ------------------------------ | -------------------------------------------------- |
| 弘治元年戊申 （1488年）   | 劉吉                      | 劉吉、徐溥、劉健               |                                                    |
| 弘治二年乙酉 （1489年）   | 劉吉                      | 劉吉、徐溥、劉健               |                                                    |
| 弘治三年庚戌 （1490年）   | 劉吉                      | 劉吉、徐溥、劉健               |                                                    |
| 弘治四年辛亥 （1491年）   | 劉吉                      | 劉吉、徐溥、劉健、丘濬         | 劉吉在内阁期间，屡遭弹劾却屹立不倒，人称“刘棉花”。 |
| 弘治五年壬子 （1492年）   | 劉吉 八月致仕 徐溥 八月进 | 劉吉、徐溥、丘濬、劉健         |                                                    |
| 弘治六年癸丑 （1493年）   | 徐溥                      | 徐溥、丘濬、劉健               |                                                    |
| 弘治七年甲寅 （1494年）   | 徐溥                      | 徐溥、丘濬、劉健               |                                                    |
| 弘治八年乙卯 （1495年）   | 徐溥                      | 徐溥、丘濬、劉健、李東陽、謝遷 |                                                    |
| 弘治九年丙辰 （1496年）   | 徐溥                      | 徐溥、劉健、李東陽、謝遷       |                                                    |
| 弘治十年丁巳 （1497年）   | 徐溥                      | 徐溥、劉健、李東陽、謝遷       |                                                    |
| 弘治十一年戊午 （1498年） | 徐溥 七月致仕 劉健 七月进 | 徐溥、劉健、李東陽、謝遷       |                                                    |
| 弘治十二年己未 （1499年） | 劉健                      | 劉健、李東陽、謝遷             |                                                    |
| 弘治十三年庚申 （1500年） | 劉健                      | 劉健、李東陽、謝遷             |                                                    |
| 弘治十四年辛酉 （1501年） | 劉健                      | 劉健、李東陽、謝遷             |                                                    |
| 弘治十五年壬戌 （1502年） | 劉健                      | 劉健、李東陽、謝遷             |                                                    |
| 弘治十六年癸亥 （1503年） | 劉健                      | 劉健、李東陽、謝遷             |                                                    |
| 弘治十七年甲子 （1504年） | 劉健                      | 劉健、李東陽、謝遷             |                                                    |
| 弘治十八年乙丑 （1505年） | 劉健                      | 劉健、李東陽、謝遷             | 五月，明孝宗驾崩，武宗即位。                       |

## 正德年间
正德为明武宗朱厚照在位时期的年号，朱厚照在位前期，宠信刘瑾等宦官，并设立豹房，骄奢淫逸。中后期虽治理内政，铲除宦官，但听信江彬等奸臣，后因落水染病身亡。
| 时间                      | 内阁首辅                        | 內閣辅臣                               | 背景                                                                                           |
| ------------------------- | ------------------------------- | -------------------------------------- | ---------------------------------------------------------------------------------------------- |
| 正德元年丙寅 （1506年）   | 劉健 十月致仕 李東陽 十月进     | 劉健、李東陽、謝遷、焦芳、王鏊         | 劉健、謝遷等遂谋划去除“八党”，后因计谋失虑，被刘瑾等人得利，最终弹劾未成功，刘健等人只能辞职。 |
| 正德二年丁卯 （1507年）   | 李東陽                          | 李東陽、焦芳、王鏊、楊廷和             |                                                                                                |
| 正德三年戊辰 （1508年）   | 李東陽                          | 李東陽、焦芳、王鏊、楊廷和             |                                                                                                |
| 正德四年己巳 （1509年）   | 李東陽                          | 李東陽、焦芳、王鏊、楊廷和、劉宇       |                                                                                                |
| 正德五年庚午 （1510年）   | 李東陽                          | 李東陽、焦芳、楊廷和、曹元、梁儲、劉忠 | 八月，陕西三边总督杨一清与太监张永计除刘瑾。                                                   |
| 正德六年辛未 （1511年）   | 李東陽                          | 李東陽、楊廷和、劉忠、梁儲、費宏       |                                                                                                |
| 正德七年壬申 （1512年）   | 李東陽 十二月致仕 楊廷和 同月进 | 李東陽、楊廷和、梁儲、費宏             |                                                                                                |
| 正德八年癸酉 （1513年）   | 楊廷和                          | 楊廷和、梁儲、費宏                     |                                                                                                |
| 正德九年甲戌 （1514年）   | 楊廷和                          | 楊廷和、梁儲、費宏、靳貴               |                                                                                                |
| 正德十年乙亥 （1515年）   | 楊廷和 三月丁憂 梁儲 三月进     | 楊廷和、梁儲、靳貴、楊一清             |                                                                                                |
| 正德十一年丙子 （1516年） | 梁儲                            | 梁儲、楊一清、靳貴、蔣冕               |                                                                                                |
| 正德十二年丁丑 （1517年） | 梁儲                            | 梁儲、靳貴、蔣冕、毛紀、楊廷和         |                                                                                                |
| 正德十三年戊寅 （1518年） | 楊廷和                          | 楊廷和、梁儲、蔣冕、毛紀               |                                                                                                |
| 正德十四年己卯 （1519年） | 楊廷和                          | 楊廷和、梁儲、蔣冕、毛紀               | 宁王朱宸濠叛乱，被南赣巡抚王守仁平定。                                                         |
| 正德十五年庚辰 （1520年） | 楊廷和                          | 楊廷和、梁儲、蔣冕、毛紀               |                                                                                                |
| 正德十六年辛巳 （1521年） | 楊廷和                          | 楊廷和、梁儲、蔣冕、毛紀、袁宗皋、費宏 | 四月，武宗驾崩，无子。内阁首辅杨廷和拥立兴献王世子朱厚熜即位，是为世宗。                       |

## 嘉靖年间
嘉靖为明世宗朱厚熜在位时期的年号。明武宗死时无子，朱厚熜是由内阁及六部大臣经明朝宗法顺序寻找确立的继承人，为明宪宗孙。其继位初期，改革吏治，节省浪费，清除宦官，多有建树。因大禮議事件，明世宗与内阁、六部为首的文臣相抗，并最终以强权镇压而获胜。嘉靖以后，内阁朝位班次均列六部之上。
| 时间                        | 内阁首辅                                                | 內閣辅臣                                   | 背景 |
| --------------------------- | ------------------------------------------------------- | ------------------------------------------ | --- |
| 嘉靖元年壬午 （1522年）     | 楊廷和                                                  | 楊廷和、蔣冕、毛紀、費宏                   | |
| 嘉靖二年癸未 （1523年）     | 楊廷和                                                  | 楊廷和、蔣冕、毛紀、費宏                   | |
| 嘉靖三年甲申 （1524年）     | 楊廷和 二月致仕 蔣冕 五月致仕 毛紀 七月致仕 費宏 七月進 | 楊廷和、蔣冕、毛紀、費宏、石珤、賈詠       | 大禮議事件導致楊廷和等明朝內閣重臣紛紛辭職，皇權得到擴張，而官吏因此風氣日下。                                           |
| 嘉靖四年乙酉 （1525年）     | 費宏                                                    | 費宏、石珤、賈詠、楊一清                   | |
| 嘉靖五年丙戌 （1526年）     | 費宏                                                    | 費宏、楊一清、石珤、賈詠                   | |
| 嘉靖六年丁亥 （1527年）     | 費宏 二月致仕 楊一清                                    | 費宏、楊一清、石珤、賈詠、謝遷、翟鑾、張璁 | |
| 嘉靖七年戊子 （1528年）     | 楊一清                                                  | 楊一清、謝遷、張璁、翟鑾                   | |
| 嘉靖八年己丑 （1529年）     | 楊一清 九月致仕 張璁                                    | 楊一清、張璁、翟鑾、桂萼                   | |
| 嘉靖九年庚寅 （1530年）     | 張璁                                                    | 張璁、桂萼、翟鑾                           | |
| 嘉靖十年辛卯 （1531年）     | 張孚敬 七月致仕 翟鑾 十月降 張孚敬 十一月召復任         | 張孚敬、桂萼、翟鑾、李時                   | |
| 嘉靖十一年壬辰 （1532年）   | 張孚敬 八月致仕 李時                                    | 張孚敬、李時、翟鑾、方獻夫                 | |
| 嘉靖十二年癸巳 （1533年）   | 李時 四月降 張孚敬 四月復                               | 李時、方獻夫、翟鑾、張孚敬                 | |
| 嘉靖十三年甲午 （1534年）   | 張孚敬                                                  | 張孚敬、方獻夫、李時                       | |
| 嘉靖十四年乙未 （1535年）   | 張孚敬 四月致仕 李時                                    | 張孚敬、李時、費宏                         | |
| 嘉靖十五年丙申 （1536年）   | 李時                                                    | 李時、夏言                                 | |
| 嘉靖十六年丁酉 （1537年）   | 李時                                                    | 李時、夏言                                 | |
| 嘉靖十七年戊戌 （1538年）   | 李時 十二月卒 夏言                                      | 李時、夏言、顧鼎臣                         | |
| 嘉靖十八年己亥 （1539年）   | 夏言                                                    | 夏言、顧鼎臣                               | |
| 嘉靖十九年庚子 （1540年）   | 夏言                                                    | 夏言、顧鼎臣、翟鑾                         | |
| 嘉靖二十年辛丑 （1541年）   | 夏言                                                    | 夏言、翟鑾                                 | |
| 嘉靖二十一年壬寅 （1542年） | 夏言 七月革職閒住 翟鑾 八月进                           | 夏言、翟鑾、嚴嵩                           | 嚴嵩誣陷夏言，致其罢官。                                                                                                 |
| 嘉靖二十二年癸卯 （1543年） | 翟鑾                                                    | 翟鑾、嚴嵩                                 | |
| 嘉靖二十三年甲辰 （1544年） | 翟鑾 八月削籍 嚴嵩 八月进                               | 翟鑾、嚴嵩、許讚、張璧                     | |
| 嘉靖二十四年乙巳 （1545年） | 嚴嵩                                                    | 嚴嵩、許讚、張璧、夏言                     | 明世宗觉察到严嵩贪婪放纵，重新启用夏言。                                                                                 |
| 嘉靖二十五年丙午 （1546年） | 夏言                                                    | 夏言、嚴嵩                                 | |
| 嘉靖二十六年丁未 （1547年） | 夏言                                                    | 夏言、嚴嵩                                 | |
| 嘉靖二十七年戊申 （1548年） | 夏言 正月致仕                                           | 夏言、嚴嵩                                 | 嚴嵩誣陷夏言，致其遭棄市。嚴嵩在位期間，专擅国政近二十年，吞没军饷，废弛边防，招权纳贿，肆行贪污；激化了当时的社会矛盾。 |
| 嘉靖二十八年己酉 （1549年） | 嚴嵩                                                    | 嚴嵩、張治、吕本                           | |
| 嘉靖二十九年庚戌 （1550年） | 嚴嵩                                                    | 嚴嵩、張治、吕本                           | |
| 嘉靖三十年辛亥 （1551年）   | 嚴嵩                                                    | 嚴嵩、吕本                                 | 锦衣卫经历沈鍊弹劾严嵩十大罪，被廷杖、贬谪保安。                                                                         |
| 嘉靖三十一年壬子 （1552年） | 嚴嵩                                                    | 嚴嵩、吕本、徐階                           | |
| 嘉靖三十二年癸丑 （1553年） | 嚴嵩                                                    | 嚴嵩、徐階、吕本                           | 兵部员外郎杨继盛上疏弹劾严嵩十大罪、五奸，被撤职逮捕，三年后被处死。                                                     |
| 嘉靖三十三年甲寅 （1554年） | 嚴嵩                                                    | 嚴嵩、徐階、吕本                           | |
| 嘉靖三十四年乙卯 （1555年） | 嚴嵩                                                    | 嚴嵩、徐階、吕本                           | |
| 嘉靖三十五年丙辰 （1556年） | 嚴嵩                                                    | 嚴嵩、徐階、吕本                           | |
| 嘉靖三十六年丁巳 （1557年） | 嚴嵩                                                    | 嚴嵩、徐階、吕本                           | |
| 嘉靖三十七年戊午 （1558年） | 嚴嵩                                                    | 嚴嵩、徐階、吕本                           | 给事中吴时来、主事张翀、董传策上疏弹劾严嵩，三人均遭廷杖，贬谪岭南。                                                     |
| 嘉靖三十八年己未 （1559年） | 嚴嵩                                                    | 嚴嵩、徐階、吕本                           | |
| 嘉靖三十九年庚申 （1560年） | 嚴嵩                                                    | 嚴嵩、徐階、吕本                           | |
| 嘉靖四十年辛酉 （1561年）   | 嚴嵩                                                    | 嚴嵩、徐階、吕本、袁煒                     | 明世宗居所万寿宫失火，嚴嵩请求移驾南宫，徐阶则主张迅速营建新宫。自此之后，严嵩开始失去明世宗信任。                       |
| 嘉靖四十一年壬戌 （1562年） | 嚴嵩 五月罷 徐階 五月进                                 | 嚴嵩、徐階、袁煒                           | 御史邹应龙上疏弹劾严嵩，严嵩被免职。                                                                                     |
| 嘉靖四十二年癸亥 （1563年） | 徐階                                                    | 徐階、袁煒                                 | |
| 嘉靖四十三年甲子 （1564年） | 徐階                                                    | 徐階、袁煒                                 | |
| 嘉靖四十四年乙丑 （1565年） | 徐階                                                    | 徐階、袁煒、嚴訥、李春芳                   | |
| 嘉靖四十五年丙寅 （1566年） | 徐階                                                    | 徐階、李春芳、郭朴、高拱                   | 十二月，世宗驾崩，明穆宗即位。                                                                                           |

## 隆庆年间
隆庆为明穆宗朱载坖的年号。穆宗在位，改革明世宗弊政，平反冤案并惩治方士宦官，重用贤臣。北部与蒙古俺答汗议和、南方荡平倭寇。
| 时间                    | 内阁首辅                    | 內閣辅臣                                     | 背景                                                         |
| ----------------------- | --------------------------- | -------------------------------------------- | ------------------------------------------------------------ |
| 隆庆元年丁卯 （1567年） | 徐階                        | 徐階、李春芳、郭朴、高拱、陳以勤、張居正     | 高拱与徐阶因官员考察发生争执，随后高拱被罢。                 |
| 隆庆二年戊辰 （1568年） | 徐階 七月致仕 李春芳 七月进 | 徐階、李春芳、陳以勤、張居正                 |                                                              |
| 隆庆三年己巳 （1569年） | 李春芳                      | 李春芳、陳以勤、張居正、趙貞吉、高拱         |                                                              |
| 隆庆四年庚午 （1570年） | 李春芳                      | 李春芳、高拱、陳以勤、張居正、趙貞吉、殷士儋 |                                                              |
| 隆庆五年辛未 （1571年） | 李春芳 五月致仕 高拱 五月进 | 李春芳、高拱、張居正、殷士儋                 |                                                              |
| 隆庆六年壬申 （1572年） | 高拱 六月罷 張居正 六月进   | 高拱、張居正、高儀、呂調陽                   | 六月，明神宗即位。張居正联合宦官馮保挤走高拱，成为内阁首辅。 |

## 萬曆、泰昌年间
万历是明神宗朱翊鈞在位期间的年号，其亦为明朝在位时间最长的皇帝。朱翊鈞早年登基，因孝定皇太后与内阁首辅张居正的扶政，在位前十四年社会改革卓越，史称“万历中兴”。万历十四年，因立储之事（国本之争）与内阁、六部官员对抗，从此三十年不再参与任何朝政事务，史为“万历怠政”。而万历三大征及女真部族的崛起，使得明朝内贫外患。
| 时间                                      | 内阁首辅                          | 內閣辅臣                                                           | 背景 |
| ----------------------------------------- | --------------------------------- | ------------------------------------------------------------------ | --- |
| 萬曆元年癸酉 （1573年）                   | 張居正                            | 張居正、呂調陽                                                     | |
| 萬曆二年甲戌 （1574年）                   | 張居正                            | 張居正、呂調陽                                                     | |
| 萬曆三年乙亥 （1575年）                   | 張居正                            | 張居正、呂調陽、張四維                                             | |
| 萬曆四年丙子 （1576年）                   | 張居正                            | 張居正、呂調陽、張四維                                             | |
| 萬曆五年丁丑 （1577年）                   | 張居正                            | 張居正、呂調陽、張四維                                             | 張居正父亲逝世，按官制应守孝三年。张居正在明神宗的支持下提出夺情，一时间遭到多方面的剧烈攻击。张居正不守孝，杖罚领头反对的官员，强力压制反对意见，最终风波得以平息。 |
| 萬曆六年戌寅 （1578年）                   | 張居正                            | 張居正、呂調陽、張四維、馬自強、申時行                             | |
| 萬曆七年己卯 （1579年）                   | 張居正                            | 張居正、張四維、申時行                                             | 正月，張居正毁全国书院。 |
| 萬曆八年庚辰 （1580年）                   | 張居正                            | 張居正、張四維、申時行                                             | |
| 萬曆九年辛巳 （1581年）                   | 張居正                            | 張居正、張四維、申時行                                             | |
| 萬曆十年壬午 （1582年）                   | 張居正 六月卒 張四維 六月进       | 張居正、張四維、申時行、潘晟、余有丁                               | 六月，张居正逝世。 |
| 萬曆十一年癸未 （1583年）                 | 張四維 四月丁憂 申時行 四月进     | 張四維、申時行、余有丁、許國                                       | |
| 萬曆十二年甲申 （1584年）                 | 申時行                            | 申時行、余有丁、許國、王錫爵、王家屏                               | |
| 萬曆十三年乙酉 （1585年）                 | 申時行                            | 申時行、許國、王錫爵、王家屏                                       | |
| 萬曆十四年丙戌 （1586年）                 | 申時行                            | 申時行、許國、王錫爵、王家屏                                       | |
| 萬曆十五年丁亥 （1587年）                 | 申時行                            | 申時行、許國、王錫爵                                               | |
| 萬曆十六年戊子 （1588年）                 | 申時行                            | 申時行、許國、王錫爵、王家屏                                       | |
| 萬曆十七年己丑 （1589年）                 | 申時行                            | 申時行、許國、王錫爵、王家屏                                       | |
| 萬曆十八年庚寅 （1590年）                 | 申時行                            | 申時行、許國、王錫爵、王家屏                                       | |
| 萬曆十九年辛卯 （1591年）                 | 申時行 九月致仕 王家屏 九月进     | 申時行、許國、王錫爵、王家屏、趙志皐、張位                         | |
| 萬曆二十年壬辰 （1592年）                 | 王家屏 三月致仕 趙志皐 三月进     | 王家屏、趙志皐、張位                                               | |
| 萬曆二十一年癸巳 （1593年）               | 趙志皐 正月降 王錫爵 正月进       | 王錫爵、趙志皐、張位                                               | |
| 萬曆二十二年甲午 （1594年）               | 王錫爵 五月致仕 趙志皐 五月进     | 王錫爵、趙志皐、張位、陳于陛、沈一貫                               | |
| 萬曆二十三年乙未 （1595年）               | 趙志皐                            | 趙志皐、張位、陳于陛、沈一貫                                       | |
| 萬曆二十四年丙申 （1596年）               | 趙志皐                            | 趙志皐、張位、陳于陛、沈一貫                                       | |
| 萬曆二十五年丁酉 （1597年）               | 趙志皐                            | 趙志皐、張位、沈一貫                                               | |
| 萬曆二十六年戊戌 （1598年）               | 趙志皐                            | 趙志皐、張位、沈一貫                                               | |
| 萬曆二十七年己亥 （1599年）               | 趙志皐                            | 趙志皐、沈一貫                                                     | |
| 萬曆二十八年庚子 （1600年）               | 趙志皐                            | 趙志皐、沈一貫                                                     | |
| 萬曆二十九年辛丑 （1601年）               | 趙志皐 九月卒 沈一貫 九月进       | 趙志皐、沈一貫、沈鯉、朱賡                                         | |
| 萬曆三十年壬寅 （1602年）                 | 沈一貫                            | 沈一貫、沈鯉、朱賡                                                 | |
| 萬曆三十一年癸卯 （1603年）               | 沈一貫                            | 沈一貫、沈鯉、朱賡                                                 | |
| 萬曆三十二年甲辰 （1604年）               | 沈一貫                            | 沈一貫、沈鯉、朱賡                                                 | |
| 萬曆三十三年乙巳 （1605年）               | 沈一貫                            | 沈一貫、沈鯉、朱賡                                                 | |
| 萬曆三十四年丙午 （1606年）               | 沈一貫 七月致仕 朱賡 七月进       | 沈一貫、沈鯉、朱賡                                                 | |
| 萬曆三十五年丁未 （1607年）               | 朱賡                              | 朱賡、王錫爵、于慎行、李廷機、葉向高                               | |
| 萬曆三十六年戊申 （1608年）               | 朱賡 十一月卒 葉向高              | 朱賡、李廷機、葉向高                                               | 本年，首辅朱赓病逝，次辅李廷机因受言官集团攻击称病不出。内阁仅有叶向高一人处理政务，史称“独相”。                                                                     |
| 萬曆三十七年己酉 （1609年）               | 葉向高                            | 李廷機、葉向高                                                     | |
| 萬曆三十八年庚戌 （1610年）               | 葉向高                            | 李廷機、葉向高                                                     | |
| 萬曆三十九年辛亥 （1611年）               | 葉向高                            | 李廷機、葉向高                                                     | |
| 萬曆四十年壬子 （1612年）                 | 葉向高                            | 李廷機、葉向高                                                     | |
| 萬曆四十一年癸丑 （1613年）               | 葉向高                            | 葉向高、方從哲、吳道南                                             | |
| 萬曆四十二年甲寅 （1614年）               | 葉向高 八月致仕 方從哲 八月进     | 葉向高、方從哲、吳道南                                             | |
| 萬曆四十三年乙卯 （1615年）               | 方從哲                            | 方從哲、吳道南                                                     | 东宫发生“梃击案”。 |
| 萬曆四十四年丙辰 （1616年）               | 方從哲                            | 方從哲、吳道南                                                     | 本年，努尔哈赤建立后金。 |
| 萬曆四十五年丁巳 （1617年）               | 方從哲                            | 方從哲、吳道南                                                     | |
| 萬曆四十六年戊午 （1618年）               | 方從哲                            | 方從哲                                                             | |
| 萬曆四十七年己未 （1619年）               | 方從哲                            | 方從哲                                                             | |
| 萬曆四十八年庚申 （泰昌元年）、（1620年） | 方從哲 十二月致仕 劉一燝 十二月进 | 方從哲、史繼偕、沈潅、何宗彥、劉一燝、韓爌、朱國祚、孫如游、葉向高 | 八月，明光宗即位。九月，因服用红丸驾崩，史称“红丸案”。随后又发生“移宫案”，明熹宗即位。八月以後，為泰昌元年。                                                         |

## 天启年间
天启为明朝第十五个皇帝熹宗朱由校的年号。朱由校为光宗之子，在位期間，宠信宦官魏忠賢，朝廷官员多依附魏，是为阉党。天启年间，奸臣当道、朝纲混乱，阉党与东林党斗争激烈。天启七年（1627年），熹宗病故，遗诏传位五弟朱由檢。
| 时间                    | 内阁首辅                                                          | 內閣辅臣                                                                     | 背景 |
| ----------------------- | ----------------------------------------------------------------- | ---------------------------------------------------------------------------- | --- |
| 天启元年辛酉 （1621年） | 劉一燝 十月降 葉向高 十月进                                       | 葉向高、劉一燝、韓爌、史繼偕、沈潅、何宗彥、朱國祚、孫如游                   | |
| 天启二年壬戌 （1622年） | 葉向高                                                            | 葉向高、劉一燝、韓爌、史繼偕、沈潅、何宗彥、朱國祚、孫承宗、朱國祚           | 魏忠贤疏劾刘一燝，使其退休。 |
| 天启三年癸亥 （1623年） | 葉向高                                                            | 葉向高、韓爌、史繼偕、何宗彥、朱國祚、顧秉謙、朱國禎、朱延禧、魏廣微、孫承宗 | |
| 天启四年甲子 （1624年） | 葉向高 七月致仕 韓爌 十一月致仕 朱国禎 十二月致仕 顧秉謙 十二月进 | 葉向高、韓爌、何宗彥、朱國禎、顧秉謙、朱延禧、魏廣微、孫承宗                 | 六月，杨涟上疏劾魏忠贤二十四大罪，但是熹宗未采信。魏忠贤随后将杨涟等人迫害致死。                                                                     |
| 天启五年乙丑 （1625年） | 顧秉謙                                                            | 顧秉謙、朱延禧、魏廣微、周如磐、黃立極、丁紹軾、馮銓、孫承宗                 | 宦官魏忠贤全面清洗杀害东林党人，该年后内阁成员均改为阉党人。                                                                                         |
| 天启六年丙寅 （1626年） | 顧秉謙 九月致仕 黃立極 九月进                                     | 顧秉謙、黃立極、丁紹軾、馮銓、施鳳來、張瑞圖、李國                           | 九月，皇太极即后金汗位。 |
| 天启七年丁卯 （1627年） | 黃立極 十一月致仕 施凤來                                          | 黃立極、施鳳來、張瑞圖、李國、來宗道、楊景辰、周道登、錢龍錫、李標、劉鴻訓   | 八月，明熹宗驾崩，崇祯帝即位。崇祯皇帝上任后彻底清理官员中阉党，而建立东林党内阁。然而其在位十七年，更换五十位內閣成员，朝令夕改，史称“崇祯五十相”。 |

## 崇祯年间
崇祯为明朝第十六个皇帝、末代皇帝崇祯帝朱由檢的在位年号，朱由檢为明熹宗之弟。崇祯帝在位時期，旰食宵衣，勤于政务，事必躬亲。繼位后，即迅速剷除魏忠賢為首的閹黨，使得朝綱大肅。然而，其用人遲疑，國家治理及官員選用朝令夕改，官員黨爭仍此消彼長。明朝經萬曆、天啟年間國力大損，恰逢當時各地民變勢力強大，以及後金（清）的連年入侵，朱由檢最終無力回天。李自成攻入顺天府后，崇祯帝于紫禁城景山自盡，明朝滅亡。過後南明政權所任命之内阁辅臣，請參閱南明内阁辅臣年表。
| 时间                      | 内阁首辅                                                                     | 內閣辅臣                                                                                     | 背景 |
| ------------------------- | ---------------------------------------------------------------------------- | -------------------------------------------------------------------------------------------- | --- |
| 崇禎元年戊辰 （1628年）   | 施凤來 三月致仕 李國 五月致仕 來宗道 六月致仕 周道登 十二月降 韓爌 十二月進  | 施凤來、張瑞圖、李國、來宗道、楊景辰、周道登、李標、錢龍錫、劉鴻訓、韓爌                     | |
| 崇禎二年己巳 （1629年）   | 韓爌                                                                         | 韓爌、周道登、李標、錢龍錫、成基命、周延儒、何如寵、錢象坤、孫承宗                           | 后金第一次入塞，进攻北京近郊。 |
| 崇禎三年庚午 （1630年）   | 韓爌 正月致仕 李標 三月致仕 成基命 九月致仕 周延儒 九月進                    | 韓爌、李標、成基命、周延儒、何如寵、錢象坤、溫體仁、吳宗達                                   | |
| 崇禎四年辛未 （1631年）   | 周延儒                                                                       | 周延儒、何如寵、錢象坤、溫體仁、吳宗達                                                       | |
| 崇禎五年壬申 （1632年）   | 周延儒                                                                       | 周延儒、溫體仁、吳宗達、鄭以偉、徐光啟                                                       | |
| 崇禎六年癸酉 （1633年）   | 周延儒 六月罷 溫體仁 六月進                                                  | 周延儒、溫體仁、吳宗達、鄭以偉、徐光啟、錢士升、王應熊、何吾騶、何如寵                       | |
| 崇禎七年甲戌 （1634年）   | 溫體仁                                                                       | 溫體仁、吳宗達、王應熊、何吾騶、錢士升                                                       | 七月，后金第二次入塞，进攻宣府、大同地区。 |
| 崇禎八年乙亥 （1635年）   | 溫體仁                                                                       | 溫體仁、吳宗達、王應熊、何吾騶、錢士升、文震孟、張至發                                       | 正月，高迎祥、李自成等攻陷凤阳，焚毁明皇陵。 |
| 崇禎九年丙子 （1636年）   | 溫體仁                                                                       | 溫體仁、錢士升、張至發、林釬、黃士俊、孔貞運、賀逢聖                                         | 四月，皇太极称帝，改国号为清。五月，清兵第三次入塞。                                                                                                   |
| 崇禎十年丁丑 （1637年）   | 溫體仁 六月致仕 張至發 六月進                                                | 溫體仁、張至發、黃士俊、賀逢聖、孔貞運、劉宇亮、傅冠、薛國觀                                 | |
| 崇禎十一年戊寅 （1638年） | 張至發 四月罷 孔貞運 六月罷 劉宇亮 六月進                                    | 張至發、黃士俊、賀逢聖、孔貞運、劉宇亮、傅冠、薛國觀、程國祥、楊嗣昌、方逢年、蔡國用、范復粹 | 八月，清兵第四次入关。 |
| 崇禎十二年己卯 （1639年） | 劉宇亮 二月罷 薛國觀 二月進                                                  | 劉宇亮、薛國觀、程國祥、楊嗣昌、蔡國用、范復粹、姚明恭、張四知、魏炤乘                       | |
| 崇禎十三年庚辰 （1640年） | 薛國觀 六月致仕 范復粹 六月進                                                | 薛國觀、薛國觀、范復粹、姚明恭、張四知、魏炤乘、謝陞、陳演、楊嗣昌                           | |
| 崇禎十四年辛巳 （1641年） | 范復粹 五月罷 張四知 五月代，九月降 周延儒 九月進                            | 范復粹、張四知、魏炤乘、謝陞、陳演、周延儒、賀逢聖、張至發、楊嗣昌                           | 正月，李自成攻占洛阳，杀福王朱常洵。九月，李自成在项城击败陕西总督傅宗龙。                                                                             |
| 崇禎十五年壬午 （1642年） | 周延儒                                                                       | 周延儒、賀逢聖、張四知、魏炤乘、謝陞、陳演、蔣德璟、黃景昉、吳甡、王應熊                     | 三月，松山、锦州失守，洪承畴降清。十一月，清军第五次入塞。                                                                                             |
| 崇禎十六年癸未 （1643年） | 周延儒 五月罷 陳演 五月進                                                    | 周延儒、陳演、蔣德璟、黃景昉、吳甡、魏藻德、李建泰、方岳貢                                   | 二月，李自成改襄阳为襄京，称“新顺王”。五月，张献忠克武昌，建立大西政权。九月，李自成在郏县大败孙传庭。十月，李自成攻破潼关，杀死孙传庭，攻占陕西全省。 |
| 崇禎十七年甲申 （1644年） | 陳演 二月免 蔣德璟 三月免 魏藻德 三月进，三月卒 李建泰 名義上 三月进，五月免 | 陳演、蔣德璟、魏藻德、李建泰、方岳貢、范景文、邱瑜                                           | 該年正月，李自成稱王於西安，建國號大順，改元永昌。三月李自成陷北京，崇祯帝於景山自盡。                                                                 |

### 引用
1. ↑  《明史》（卷72）：“而殿閣大學士只備顧問，帝方自操威柄，學士鮮所參決。”
2. ↑  《明史》（卷72）：“迨仁、宣朝，大學士以太子經師恩，累加至三孤，望益尊。而宣宗內柄無大小，悉下大學士楊士奇等參可否。雖吏部蹇義、戶部夏原吉時召見，得預各部事，然希闊不敵士奇等親。”
3. ↑  《明史》（卷72）：“自是內閣權日重，即有一二吏、兵之長與執持是非，輒以敗。至世宗中葉，夏言、嚴嵩迭用事，遂赫然為真宰相，壓制六卿矣。”
4. ↑  王其榘《明代內閣制度史》，中華書局，1989年，第339頁
5. ↑  《明通鑒》（卷13）:“八月壬子，命侍讀解縉、編修黃淮入直文淵閣，並預機務。……內閣預機務自此始。”
6. ↑  《明通鑒》（卷13）:“命侍讀胡廣、修撰楊榮、編修楊士奇、檢討金幼孜、胡儼同直文淵閣，預機務，與解縉、黃淮凡七人並朝夕左右。”
7. ↑  《明史》（卷72）：“成祖即位，特簡解縉、胡廣、楊榮等直文淵閣，參預機務。閣臣之預務自此始。然其時，入內閣者皆編、檢、講讀之官，不置官屬，不得專制諸司。諸司奏事，亦不得相關白。”
8. ↑  首辅根据内阁成员排序推论。
9. ↑  《明史》（卷109）：“建文四年壬午秋七月，燕王即皇帝位，仍稱洪武三十五年，始簡翰林官直文淵閣。”
10. ↑  《明史》（卷109）：“編修，八月入。十一月晉侍讀。”
11. ↑  《明史》（卷109）：“侍講，九月入。十一月晉侍讀。”
12. ↑  《明史》（卷109）：“修撰，九月入。十一月晉侍講。”
13. ↑  《明史》（卷109）：“侍讀，八月入。十一月晉侍讀學士。”
14. ↑  《明史》（卷109）：“編修，九月入。十一月晉侍講。”
15. 1 2  《明史》（卷109）：“檢討，九月入。十一月晉侍講。”
16. ↑  《明史》（卷109）：“縉四月晉學士兼右春坊大學士。”
17. ↑  《明史》（卷109）：“淮四月晉左庶子。”
18. ↑  《明史》（卷109）：“廣四月晉右庶子。”
19. ↑  《明史》（卷109）：“儼四月晉左諭德。九月改祭酒。”
20. ↑  《明史》（卷147）：“其年秋，胡儼出為祭酒，縉等六人從容獻納。”
21. ↑  《明史》（卷109）：“榮四月晉右諭德。”
22. ↑  《明史》（卷109）：“士奇四月晉左中允。”
23. ↑  《明史》（卷147）：“永樂二年，皇太子立，進縉翰林學士兼右春坊大學士。帝嘗召縉等曰：「爾七人朝夕左右，朕嘉爾勤慎，時言之宮中。恆情，慎初易，保終難，願共勉焉。」因各賜五品服，命七人命婦朝皇后於柔儀殿，後勞賜備至。又以立春日賜縉等金綺衣，與尚書埒。縉等入謝，帝曰：「代言之司，機密所系，且旦夕侍朕，裨益不在尚書下也。」一日，帝御奉天門，諭六科諸臣直言，因顧縉等曰：「王、魏之風，世不多有。若使進言者無所懼，聽言者無所忤，天下何患不治？朕與爾等共勉之。」”
24. ↑  《明史》（卷147）：“會大發兵討安南，縉諫。不聽。卒平之，置郡縣。而太子既立，又時時失帝意。高煦寵益隆，禮秩逾嫡。縉又諫曰：「是啟爭也，不可。」帝怒，謂其離間骨肉，恩禮浸衰。四年，賜黃淮等五人二品紗羅衣，而不及縉。”
25. ↑  《明史》（卷109）：“縉二月黜為廣西布政司右參議。”
26. ↑  《明史》（卷109）：“淮十一月晉右春坊大學士。”
27. ↑  《明史》（卷109）：“廣十一月晉翰林學士兼左春坊大學士。”
28. ↑  《明史》（卷109）：“榮十一月晉右春坊右庶子。”
29. ↑  《明史》（卷109）：“士奇十一月晉左春坊左諭德。”
30. ↑  《明史》（卷109）：“幼孜十一月晉右春坊右諭德。榮、士奇、幼孜仍兼侍講。”
31. ↑  《明史》（卷147）：“久之，福等議稍稍傳達外廷，高煦遂譖縉泄禁中語。明年，縉坐廷試讀卷不公，謫廣西布政司參議。既行，禮部郎中李至剛言縉怨望，改交阯，命督餉化州。”
32. ↑  《明史》（卷147）：“成祖即位，廣偕解縉迎附。擢侍講，改侍讀，複名廣。遷右春坊右庶子。永樂五年，進翰林學士，兼左春坊大學士。帝北征，與楊榮、金幼孜從。”
33. ↑  《明史》（卷109）：“榮六月丁憂。十月起復。”
34. ↑  《明史》（卷109）：“广正月命扈从。淮二月命辅东宫监国。荣正月起复，扈从。士奇二月命辅东宫监国。幼孜正月扈从。”
35. ↑  《明史纪事本末》（卷26）：“七年春正月，敕皇太子監國。惟文武除拜、四裔朝貢、邊境調發，上請行在，餘常務不必啟聞。仍命吏部尚書兼詹事蹇義、兵部尚書兼詹事金忠、左春坊大學士兼翰林侍讀黃淮、左諭德兼翰林侍講楊士奇輔導監國。”
36. ↑  《明史》（卷109）：“淮閏九月下獄。”
37. ↑  《明史》（卷109）：“士奇閏九月下獄。未幾，特宥復職。”
38. ↑  《明史纪事本末》（卷26）：“八月，帝至北京，以太子所遣使迎車駕緩，且書奏失辭，怒曰：「此輔導者之咎也。」漢王高煦復譛之，遂遣使逮尚書蹇義，學士黃淮，諭德楊士奇，洗馬楊溥、芮善及司經局正字金問等至。中途有旨宥蹇義回南京，黃淮先至北京下獄。次日，士奇及金問繼至，上曰：「楊士奇姑宥之。朕未嘗識金問，何以得侍東宮？」命法司鞫之。尋召士奇至，問東宮事。士奇叩頭稱太子孝敬誠至，凡所稽違，皆臣等之罪。乃下士奇錦衣衛獄。未幾，特宥復職。時金問詞連溥等，遂相繼下獄。有白事者曰：「殿下知讒人乎？」太子曰：「吾不知，知為子耳。」”
39. ↑  《明史》（卷109）：“廣四月晉文淵閣大學士，仍兼坊学。”
40. ↑  《明史》（卷109）：“榮四月晉翰林學士，仍兼庶子。”
41. ↑  《明史》（卷109）：“幼孜四月晉翰林院學士，仍兼諭德。”
42. ↑  《明史》（卷109）：“士奇二月晉翰林院學士，仍兼諭德。”
43. ↑  《明史》（卷109）：“廣五月卒。”
44. ↑  《明史》（卷109）：“榮閏正月晉文淵閣大學士兼翰林院學士。”
45. ↑  《明史》（卷109）：“幼孜閏正月晉文淵閣大學士兼翰林院學士。”
46. ↑  《明史》（卷109）：“士奇正月晉左春坊大學士。”
47. ↑  《明史》（卷109）：“士奇九月下獄。尋釋，復舊職。”
48. ↑  《明史》（卷109）：“士奇八月晉禮部左侍郎兼華蓋殿大學士。九月晉少保。十一月晉少傅。”
49. ↑  《明史》（卷109）：“榮八月晉太常寺卿，仍兼前职。九月晉太子少傅謹身殿大學士。十二月加工部尚書。”
50. ↑  《明史》（卷109）：“幼孜八月晉戶部右侍郎，仍兼前职。九月晉太子少保武英殿大學士。”
51. ↑  《明史》（卷109）：“淮八月出獄。陞通政使兼武英殿大學士。”
52. ↑  《明史》（卷109）：“二十二年甲辰八月，仁宗即位。”
53. ↑  《明史纪事本末》（卷28）：“八月，皇太子即皇帝位，大赦天下。楊士奇草詔，如下西洋寶船、雲南取寶石、交趾採金珠、撒馬兒等處取馬，並採辦燒鑄進供諸務，悉皆停罷。出戶部尚書夏原吉、刑部尚書吳中、侍郎楊勉、右春坊大學士黃淮、洗馬楊溥、正字金問於獄，復其官。以大學士楊榮為太常寺卿，金幼孜為戶部侍郎仍兼前職，左春坊大學士楊士奇為禮部右侍郎兼華蓋殿大學士，黃淮為通政使兼武英殿大學士。”
54. ↑  《明史》（卷72）：“仁宗以楊士奇、楊榮東宮舊臣，升士奇為禮部侍郎兼華蓋殿大學士，榮為太常卿兼謹身殿大學士，謹身殿大學士，仁宗始置，閣職漸崇。其後士奇、榮等皆遷尚書職，雖居內閣，官必以尚書為尊。”
55. ↑  胡丹. . 北京大学研究生学志. 2008, (4): 93–107  [2016-02-13]. （原始内容存档于2016-03-06）.
56. ↑  《明史》（卷109）：“士奇正月晉兵部尚書。”
57. ↑  《明史》（卷109）：“幼孜正月晉禮部尚書。”
58. ↑  《明史》（卷109）：“淮正月晉少保戶部尚書。”
59. ↑  《明史》（卷109）：“太常卿兼學士。閏七月同治內閣事。”
60. ↑  《明史》（卷109）：“三月以孝行由光祿丞授文華殿大學士。九月以通政司左參議致仕。”
61. ↑  《明史》（卷109）：“洪熙元年乙巳六月，宣宗即位。”
62. ↑  《明史》（卷148）：“宣宗即位，弘文閣罷，召溥入內閣，與楊士奇等共典機務。”
63. ↑  《明史》（卷109）：“幼孜正月丁憂。尋起復。”
64. ↑  《明史》（卷109）：“張瑛三月晉禮部左侍郎兼華蓋殿大學士。”
65. ↑  《明史紀事本末》（卷27）：“議遣陽武侯將兵討高煦，大學士楊榮力言不可，曰：「皇帝獨不見李景隆事乎？」上默然。顧原吉，原吉曰：「往事可鑒，不可失也。臣見煦命將而色變，退語臣等而泣，知其無能為也。且兵貴神速，宜卷甲韜戈以往，一鼓而平之，所謂先聲有奪人之心也。若命將出師，恐不濟。楊榮言是。」上意遂決。立召張輔諭親征，輔對曰：「高煦鷙而寡謀，外戇中恇，今所擁非有能戰者。願假臣兵二萬，擒逆賊獻闕下。」上曰：「卿誠足辦賊，顧朕新即位，小人或懷二心，行決矣。」”
66. ↑  《明史》（卷109）：“淮八月致仕。”
67. ↑  《明史》（卷109）：“瑛二月晉礼部尚書兼華蓋殿大學士。”
68. ↑  《明史》（卷109）：“陳山二月晉戶部尚書兼謹身殿大學士。”
69. ↑  《明史》（卷109）：“士奇八月扈从北巡。荣八月扈从北巡。……溥八月扈从北巡。”
70. ↑  《明史》（卷109）：“山十月專授小內使書。”
71. ↑  《明史》（卷109）：“瑛十月改南京禮部尚書。”
72. ↑  《明史》（卷109）：“溥八月丁憂。尋起復。”
73. ↑  《明史》（卷109）：“榮四月晉少傅。”
74. ↑  《明史》（卷109）：“幼孜十二月卒。”
75. ↑  《明史》（卷109）：“溥八月晉禮部尚書，仍兼學士。”
76. ↑  《明史紀事本末》（卷29）：“宣宗宣德十年春正月甲戌，帝崩於乾清宮。時皇太子方九歲，即皇帝位，詔以明年為正統元年。”
77. ↑  《明史》（卷109）：“榮四月晉少師。”
78. ↑  《明史》（卷109）：“溥四月晉少保兼禮部尚書武英殿大學士。”
79. ↑  《明史》（卷109）：“榮二月歸省。七月還朝，卒於道。”
80. ↑  《明史》（卷109）：“翰林院侍講学士，二月入。”
81. ↑  《明史》（卷109）：“侍講，二月入。”
82. ↑  《明史》（卷109）：“溥二月歸省。”
83. ↑  《明史紀事本末》（卷29）：“八年夏四月，雷震奉天殿鴟吻，詔求直言。初，張太后既崩，王振遂無忌憚，作大第於皇城，又作智化寺於居東，以祝釐，自撰碑，始弄威福。時楊榮先卒，楊士奇以子稷故，堅臥不出。惟楊溥在朝，年老勢孤。繼登庸者悉皆委靡，於是大權悉歸振矣。”
84. ↑  《明史》（卷109）：“士奇三月卒。”
85. ↑  《明史》（卷109）：“鼐正月晉學士。”
86. ↑  《明史》（卷109）：“學士，四月入直。”
87. ↑  《明史》（卷109）：“愉十月晉禮部右侍郎。”
88. ↑  《明史》（卷109）：“鼐十月晉吏部左侍郎。”
89. ↑  《明史》（卷109）：“十月晉戶部右侍郎。”
90. ↑  《明史》（卷109）：“侍讀學士，十月晉兵部右侍郎入。”
91. ↑  《明史》（卷109）：“侍講學士，十月晉工部右侍郎入。”
92. ↑  《明史》（卷109）：“溥七月卒。”
93. ↑  《明史》（卷109）：“愉三月歸省。”
94. ↑  《明史》（卷109）：“愉九月卒。”
95. ↑  《明史》（卷109）：“鼐八月歿於土木。”
96. ↑  《明史》（卷109）：“八月晉戶部尚書兼學士。”
97. ↑  《明史》（卷109）：“八月晉工部尚書兼學士。”
98. ↑  《明史》（卷109）：“侍讀學士，五月入。八月歿於土木。”
99. 1 2  《明史》（卷109）：“修撰，八月入。”
100. ↑  《明史紀事本末》（卷32）：“上與親兵乘馬突圍不得出，被擁以去。英國公張輔，尚書鄺埜、王佐，學士曹鼐、張益而下數百人皆死。從臣得脫者蕭惟禎、楊善等數人。軍士脫者踰山墜谷，連日饑餓，僅得達關。騾馬二十餘萬，並衣甲器械輜重，盡為乜先所得。”
101. ↑  《明史紀事本末》（卷33）：“九月戊寅朔，上在迤北，乜先遣使來言，欲送上還京師。使還，以金百兩、銀二百兩、綵幣二百匹賜乜先。癸未，郕王即皇帝位，遙尊上為太上皇，詔赦天下，改明年為景泰元年。”
102. ↑  《明史》（卷72）：“景泰中，王文始以左都御史進吏部尚書，入內閣。自後，誥敕房、制敕房俱設中書舍人，六部承奉意旨，靡所不領，而閣權益重。”
103. ↑  《明史》（卷109）:“衷二月晉兵部尚書兼學士。八月致仕。”
104. ↑  《明史》（卷109）:“時閏正月守制回籍。”
105. ↑  《明史》（卷109）:“輅九月晉學士。”
106. ↑  《明史》（卷109）:“生員。三月晉兵部右侍郎，內閣辦事。疏辭出佐兵部。”
107. ↑  《明史》（卷109）:“刑部侍郎兼學士，八月入。九月晉戶部右侍郎。”
108. ↑  《明史》（卷109）:“循十二月晉少保戶部尚書兼文淵閣大學士。”
109. ↑  《明史》（卷109）:“穀十二月晉少保工部尚書兼東閣大學士。”
110. ↑  《明史》（卷109）:“禮部侍郎兼學士，十二月入。”
111. ↑  《明史》（卷109）:“祭酒兼學士，十二月入。”
112. ↑  《明史》（卷109）:“循四月兼太子太傅。”
113. ↑  《明史》（卷109）:“穀四月兼太子太傅。”
114. ↑  《明史》（卷109）:“淵二月晉吏部左侍郎。四月兼太子少師。九月奔喪。”
115. ↑  《明史》（卷109）:“一寧四月晉太子少師。七月卒。”
116. ↑  《明史》（卷109）:“鎡二月晉戶部右侍郎。四月晉太子少師。”
117. ↑  《明史》（卷109）:“輅四月晉兵部左侍郎兼右春坊大學士。”
118. ↑  《明史》（卷109）:“十月，太子太保左都御史入。”
119. ↑  《明史》（卷109）:“文正月召至。二月晉吏部尚書兼學士。五月丁憂。九月起復。”
120. ↑  《明史》（卷109）:“淵四月還任。”
121. ↑  《明史》（卷109）:“文六月晉少保兼東閣大學士。”
122. ↑  《明史》（卷109）:“淵正月撫安山東。七月召還。”
123. ↑  《明史》（卷109）:“淵正月晉太子少師兼工部尚書，視部事。”
124. ↑  《明史》（卷109）:“循五月兼華蓋殿大學士。”
125. ↑  《明史》（卷109）:“穀五月兼謹身殿大學士。”
126. ↑  《明史》（卷109）:“文五月兼謹身殿大學士。”
127. ↑  《明史》（卷109）:“鎡五月晉戶部尚書。”
128. ↑  《明史》（卷109）:“輅五月兼太常寺卿。”
129. ↑  《明史》（卷70）：“成祖初年，內閣七人，非翰林者居其半。翰林纂修，亦諸色參用。自天順二年，李賢奏定纂修專選進士。由是非進士不入翰林，非翰林不入內閣，南、北禮部尚書、侍郎及吏部右侍郎，非翰林不任。而庶起士始進之時，已群目為儲相。通計明一代宰輔一百七十餘人，由翰林者十九。蓋科舉視前代為盛，翰林之盛，則前代所絕無也。”
130. ↑  《明史》（卷109）：“八年丁丑正月壬午，英宗復皇帝位，改天順元年。”
131. ↑  《明史》（卷109）：“循正月充鐵嶺衞軍。”
132. ↑  《明史》（卷109）：“穀正月辭保傅，二月致仕。”
133. ↑  《明史》（卷109）：“文正月棄市。”
134. 1 2  《明史》（卷109）：“正月為民。”
135. ↑  《明史》（卷109）：“正月，兵部尚書兼學士入。三月封武功伯兼華蓋殿大學士。六月下獄，降廣東右參政。七月復下獄，宥死發雲南金齒衞為民。”
136. ↑  《明史》（卷109）：“正月晉禮部右侍郎兼學士入。七月調南京禮部左侍郎。”
137. ↑  《明史》（卷109）：“正月晉禮部右侍郎兼學士入。六月致仕。”
138. ↑  《明史》（卷109）：“二月，禮部侍郎兼學士入。三月晉吏部尚書。六月下獄，降福建右參政。尋留為吏部右侍郎。七月復任。”
139. ↑  《明史》（卷109）：“六月，通政司左參議兼翰林院侍講入，十二月晉學士。”
140. ↑  《明史》（卷109）：“六月，翰林院修撰入。七月調為廣東欽州同知。”
141. ↑  《明史》（卷109）：“九月，太常寺少卿兼翰林院侍讀入。十二月晉學士。”
142. ↑  《明史纪事本末》（卷35）：“詔逮少保于謙、王文，學士陳循、蕭鎡、商輅，尚書俞士悅、江淵，都督范廣，太監王誠、舒良、王勤、張玉下獄。命副都御史徐有貞以本官兼翰林院學士直內閣，典機務，尋晉兵部尚書，兼職如故。”
143. ↑  《明史纪事本末》（卷35）：六月，逮徐有貞下獄。曹吉祥、石亨憾有貞，嗾諸閹巧詆，數為險語觸上，上殊不為動。錦衣官門達復劾其阿比，排陷石亨。詔執鞫之，降廣東參政。既有以飛章謗國是者，其語復多侵亨、吉祥，於是復訴上謂有貞實主使。逮歸置獄，窮極鍛鍊無所得，摘其誥詞「纘禹神功」語，為所自草，大不敬，無人臣禮，當死。以雷震奉天門，宥為黔首，謫戍雲南金齒。有貞去，而曹、石日益專橫矣。
144. ↑  《明史》（卷168）：“英宗復位，進禮部左侍郎，兼翰林院學士。入直文淵閣。未幾，為石亨所忌，出為南京禮部右侍郎，甫行，貶陝西參政。”
145. ↑  《明史》（卷109）：“賢八月加太子少保。”
146. ↑  《明史》（卷109）：“原十一月卒。”
147. ↑  《明史》（卷109）：“二月晉禮部右侍郎兼學士入。”
148. ↑  《明史》（卷109）：“賢二月晉少保吏部尚書兼華蓋殿大學士。”
149. ↑  《明史》（卷109）：“文二月晉吏部左侍郎兼學士。”
150. ↑  《明史》（卷109）：“時二月晉吏部右侍郎兼學士。”
151. ↑  《明史》（卷109）：“八年甲申正月憲宗即位。”
152. 1 2  《明史》（卷168）：“初，吉與萬安、劉珝在成化時，帝失德，無所規正，時有「紙糊三閣老，泥塑六尚書」之謠。”
153. ↑  《明史》（卷109）：“文三月晉禮部尚書。”
154. ↑  《明史》（卷109）：“時十月晉兵部尚書。”
155. ↑  《明史》（卷109）：“賢三月丁憂。五月起復。十二月卒。”
156. ↑  《明史》（卷109）：“時七月歸省。”
157. ↑  《明史》（卷109）：“太常寺少卿兼翰林院侍讀學士，十二月入。”
158. ↑  《明史》（卷109）：“文八月加太子少保兼文淵閣大學士。”
159. ↑  《明史》（卷109）：“時二月還任。八月加太子太保兼文淵閣大學士。”
160. ↑  《明史》（卷109）：“定之八月晉工部右侍郎兼學士。”
161. ↑  《明史》（卷109）：“三月，兵部左侍郎兼學士復入。”
162. ↑  《明史》（卷109）：“文四月卒。”
163. ↑  《明史》（卷109）：“輅十月晉兵部尚書。”
164. ↑  《明史》（卷109）：“定之十月晉禮部左侍郎。”
165. ↑  《明史》（卷109）：“定之八月卒。”
166. ↑  《明史》（卷109）：“五月，禮部左侍郎兼學士入。”
167. ↑  《明通鑒》（卷32）：“先是廷臣以彗久見，多言君臣否隔，宜召大臣議政。大學士彭時、商輅力請。司禮中官乃約以是日召對，且曰：「初見時，情未洽，勿多言，姑俟他日。」將入，復約如初。比見，時言：「天變可畏。」帝曰：「已知，卿等宜盡心。」時又言：「昨御史有疏，請減京官俸薪，武臣不免觖望，乞如舊便。」上可之。萬安遂頓首呼萬歲欲出，時、輅不得已，皆叩頭退。中官戲朝士曰：「若輩嘗言不召見。及見，止知呼萬歲耳。」一時傳笑，謂之「萬歲閣老」。上自是不復召見大臣矣。”
168. ↑  《明史》（卷109）：“輅五月晉戶部尚書。”
169. ↑  《明史》（卷109）：“安五月晉禮部尚書。”
170. ↑  《明史》（卷109）：“時正月晉少保。三月卒。”
171. ↑  《明史》（卷109）：“輅四月兼文淵閣大學士。”
172. ↑  《明史》（卷109）：“四月，吏部左侍郎兼學士入。”
173. ↑  《明史》（卷109）：“四月，禮部左侍郎兼學士入。”
174. ↑  《明史》（卷109）：“輅二月晉太子太保吏部尚書。”
175. ↑  《明史》（卷109）：“安二月晉戶部尚書。”
176. ↑  《明史》（卷109）：“輅四月兼謹身殿大學士。六月加少保，致仕。”
177. ↑  《明史》（卷109）：“安四月加太子少保。六月晉文淵閣大學士。”
178. ↑  《明史》（卷109）：“珝四月晉吏部尚書。”
179. ↑  《明史》（卷109）：“吉四月晉禮部尚書。”
180. ↑  《明史》（卷109）：“安二月晉吏部尚書兼謹身殿大學士。十月加太子太保。”
181. ↑  《明史》（卷109）：“珝二月加太子少保兼文淵閣大學士。”
182. ↑  《明史》（卷109）：“吉二月加太子少保兼文淵閣大學士。”
183. ↑  《明史》（卷109）：“安十二月晉太子太傅兼華蓋殿大學士。”
184. ↑  《明史》（卷109）：“珝十二月晉太子太保兼謹身殿大學士。”
185. ↑  《明史》（卷109）：“吉正月丁憂。七月起復。十二月晉太子太保兼武英殿大學士。”
186. ↑  《明史》（卷109）：“珝九月致仕。”
187. ↑  《明史》（卷109）：“吉十二月晉戶部尚書兼謹身殿大學士。”
188. ↑  《明史》（卷109）：“十二月晉吏部左侍郎兼學士入。”
189. ↑  《明史》（卷168）：“初，商輅之劾汪直也，珝與萬安、劉吉助之爭，得罷西廠。他日，珝又折王越於朝，越慚而退。已而西廠復設，珝不能有所諍。至十八年，安見直寵衰，揣知西廠當罷，邀珝同奏。珝辭不與，安遂獨奏。疏上，帝頗訝無珝名。安陰使人訐珝與直有連。會珝子鎡邀妓狎飲，裏人趙賓戲為《劉公子曲》，或增飾穢語，雜教坊院本奏之。帝大怒，決意去珝。遣中官覃昌召安、吉赴西角門，出帝手封書一函示之。安等佯驚救。次日，珝具疏乞休。令馳驛，賜月廩、歲隸、白金、楮幣甚厚。其實排珝使去者，安、吉兩人謀也。”
190. ↑  《明史》（卷109）：“安十月晉少傅兼太子太師。”
191. ↑  《明史》（卷109）：“吉十月晉少保兼太子太傅。”
192. ↑  《明史》（卷109）：“華十月晉禮部尚書太子少保。”
193. ↑  《明史》（卷109）：“九月晉戶部左侍郎兼學士入。十月晉兵部尚書太子少保。”
194. ↑  《明史》（卷109）：“安七月晉少師，十月罷。”
195. ↑  《明史》（卷109）：“吉十一月晉少傅兼太子太師吏部尚書。”
196. ↑  《明史》（卷109）：“華三月致仕。”
197. ↑  《明史》（卷109）：“直十一月罷。”
198. ↑  《明史》（卷109）：“十月，吏部左侍郎兼學士入，十一月晉禮部尚書兼文淵閣大學士。”
199. ↑  《明史》（卷109）：“十一月晉禮部右侍郎兼學士入。”
200. ↑  《明史》（卷109）：“二十三年丁未九月，孝宗即位。”
201. ↑  《明史纪事本末》（卷42）：“十一月，大學士萬安罷。先是，安結萬貴妃兄弟，進奸僧繼曉以固其寵。與李孜省結納，表裡奸弊。上在東宮，稔聞其惡。至是，於內中得一篋，皆密術也。悉署曰「臣安進」。上遣懷恩持至閣下，曰：「是大臣所為乎？」安慚汗，不能出一語。已而科道交章論之，遂命罷去。安在道猶夜望三臺星，冀復進用。尋卒。 ”
202. ↑  《明史》（卷109）:“吉八月晉少師華蓋殿大學士。”
203. ↑  《明史》（卷109）:“溥八月晉太子太傅戶部尚書兼武英殿大學士。”
204. ↑  《明史》（卷109）:“健八月晉禮部尚書兼文淵閣大學士。”
205. ↑  《明史》（卷109）:“十月，太子太保禮部尚書入，兼文淵閣大學士。”
206. ↑  《明史纪事本末》（卷42）：“初，吉屢被彈章，仍進秩，人呼為「劉綿花」，謂其愈彈愈起也。”
207. ↑  《明史》（卷109）:“吉八月致仕。”
208. ↑  《明史》（卷109）:“溥八月加少傅吏部尚書謹身殿大學士。”
209. ↑  《明史》（卷109）:“濬八月加少保戶部尚書武英殿大學士。”
210. ↑  《明史》（卷109）:“健八月晉太子太保兼禮部尚書武英殿大學士。”
211. ↑  《明史》（卷109）:“濬二月卒。”
212. ↑  《明史》（卷109）:“二月，禮部左侍郎兼翰林院侍讀學士入。”
213. ↑  《明史》（卷109）:“遷二月，詹事府少詹事兼侍讀學士入。十月服闋至京，晉詹事。”
214. ↑  《明史》（卷109）:“溥二月加少師兼太子太師華蓋殿大學士。七月致仕。”
215. ↑  《明史》（卷109）:“健二月加少傅兼太子太傅戶部尚書謹身殿大學士。”
216. ↑  《明史》（卷109）:“東陽二月晉太子少保禮部尚書兼文淵閣大學士。”
217. ↑  《明史》（卷109）:“遷二月晉太子少保兵部尚書兼東閣大學士。”
218. ↑  《明史》（卷109）:“健二月加少師兼太子太師吏部尚書華蓋殿大學士。五月考滿，加特進。”
219. ↑  《明史》（卷109）:“東陽二月晉太子太保戶部尚書兼謹身殿大學士。”
220. ↑  《明史》（卷109）:“遷二月晉太子太保禮部尚書兼武英殿大學士。”
221. ↑  《明史》（卷109）:“健七月加左柱國。”
222. ↑  《明史》（卷109）:“東陽七月加少傅兼太子太傅。八月加柱國。”
223. ↑  《明史》（卷109）:“遷七月加少傅兼太子太傅。八月加柱國。”
224. ↑  《明史》（卷109）:“十八年乙丑五月，武宗即位。”
225. ↑  《明史》（卷109）：“健十月致仕。”
226. ↑  《明史》（卷109）：“東陽十二月晉少師兼太子太師吏部尚書華蓋殿大學士。”
227. ↑  《明史》（卷109）：“遷十月致仕。”
228. ↑  《明史》（卷109）：“十月，吏部尚書兼文淵閣大學士入，命仍掌吏部印。十二月加太子太保武英殿大學士。”
229. ↑  《明史》（卷109）：“十月，吏部左侍郎兼學士入。十二月加戶部尚書文淵閣大學士。”
230. ↑  《明史纪事本末》（卷43）：“冬十月，戶部尚書韓文，每退朝對屬言，輒泣下。郎中李夢陽曰：「公為國大臣，義同休戚，徒泣何益！」文曰：「計安出？」夢陽曰：「比言官章入，交劾諸內侍。章下閣，閣下持劾章甚力。公誠及此時，率諸大臣死爭，閣老得諸大臣，持劾章必益堅，去瑾輩易耳。」文捋鬚昂肩，毅然曰：「是也！即事勿濟，吾年足死矣；不死不足以報國。」明日早朝，文密叩閣老，閣老許之；倡諸大臣，諸大臣皆應諾。文退，乃囑夢陽具疏草，文讀而芟之，曰：「是不可文，文恐上不省；不可多，多覽勿竟也。」疏具，遂合九卿諸大臣上言曰：……是日，諸閹益窘，自求安置南京，而閣議又持不從。時王岳與司禮太監范亨、徐智等亦助文等，密奏上，上不得已允之，待明旦發旨，捕瑾等下獄。而吏部尚書焦芳者，故與瑾善，遂以所謀泄之瑾。瑾等亦廉知王岳密奏事，八人者遂夜趨上前，環跪哭，以頭搶地，曰：「微上恩，瑾等磔餒狗矣。」上色動，瑾輒進曰：「害瑾等者，岳也。」帝曰：「何也？」曰：「岳東廠也，外謂諫官，諸先生有言第言，而閣議時，岳又獨稱是。此何情也？夫狗馬鷹犬，岳買獻否？而獨咎瑾等。」帝怒曰：「吾收岳矣。」瑾曰：「狗馬鷹兔，何損萬機？今左班官敢嘩無忌者，司禮監無人也；有則惟上所欲為，誰敢言者！」上怒，是夜立命劉瑾入掌司禮監兼提督團營。丘聚提督東廠，谷大用提督西廠，張永等並司營務，分據要地。瑾夜傳命榜岳、亨、智，逐之南京，而外廷未知也。晨伏闕，則旨下。健等知事不可為，各上疏求去。瑾矯詔勒健、遷致仕，惟東陽獨留。蓋前閣議時，健嘗推案哭，遷亦訾瑾等不休，惟東陽稍緘默，故得獨留。”
231. ↑  《明史》（卷109）：“芳八月晉少傅兼太子太傅謹身殿大學士。”
232. ↑  《明史》（卷109）：“鏊八月晉少傅兼太子太傅武英殿大學士。”
233. ↑  《明史》（卷109）：“八月，南京戶部尚書入。十月改戶部尚書兼文淵閣大學士。”
234. ↑  《明史》（卷109）：“廷和八月晉少保兼太子太保。”
235. ↑  《明史》（卷109）：“芳五月晉少師兼太子太師華蓋殿大學士。”
236. ↑  《明史》（卷109）：“鏊四月致仕。”
237. ↑  《明史》（卷109）：“六月，吏部尚書兼文淵閣大學士，即予告。踰年致仕。”
238. ↑  《明史》（卷109）：“東陽九月加左柱國。”
239. ↑  《明史》（卷109）：“芳五月致仕。”
240. ↑  《明史》（卷109）：“廷和二月晉吏部尚書武英殿大學士。九月晉少傅兼太子太傅謹身殿大學士。”
241. ↑  《明史》（卷109）：“二月，太子少保兵部尚書晉吏部尚書兼文淵閣大學士入。八月致仕。尋黜為民。”
242. ↑  《明史》（卷109）：“九月改太子少保吏部尚書兼文淵閣大學士入。尋晉少保太子太保武英殿。”
243. ↑  《明史》（卷109）：“九月掌詹事府事吏部尚書兼文淵閣大學士入。尋晉少傅兼太子太傅武英殿。”
244. ↑  《明史纪事本末》（卷43）：“秋八月，劉瑾伏誅。初，寘鐇反，移檄數瑾罪，莫敢上聞。有指揮徐鯤者，傳檄示人，瑾捕下獄，論死。因下赦寬恤，以收人心。未幾而寘鐇就擒，悔欲反之，方侈然自為功，矯旨加已祿米，擢兄劉景祥為都督。張永等與瑾爭權勢不相下。至是，望日甲午，永至自寧夏獻俘，上迎之東華門，賜宴。此夜，瑾先退。夜半，永出疏懷中，謂瑾激變寧夏，心不自安，陰謀不軌狀。永黨張雄、張銳亦助之。上曰：「罷矣！且飲酒。」永曰：「離此一步，臣不復見陛下也。」上曰：「瑾且何為？」永曰：「取天下。」上曰：「天下任彼取之！」永曰：「置陛下何地？」上悟，允其奏。當夜即命禁兵逮瑾，永等勸上親至瑾第觀變。時漏下三鼓，瑾方熟寢，禁兵排闥入，瑾驚問曰：「上安在？」對曰：「在豹房。」瑾披衣起，謂家人曰：「事可疑矣！」趨出戶被執，就內獄。”
245. ↑  《明史》（卷109）：“忠十一月致仕。”
246. ↑  《明史》（卷109）：“十二月晉禮部尚書兼文淵閣大學士入。”
247. ↑  《明史》（卷109）：“東陽十二月致仕。”
248. ↑  《明史》（卷109）：“廷和十月晉少師兼太子太師華蓋殿大學士。”
249. ↑  《明史》（卷109）：“儲十月晉少保兼太子太傅謹身殿大學士。”
250. ↑  《明史》（卷109）：“宏十月晉太子太保武英殿大學士。”
251. ↑  《明史》（卷109）：“宏五月致仕。”
252. ↑  《明史》（卷109）：“二月，禮部尚書兼文淵閣大學士入。”
253. ↑  《明史》（卷109）：“廷和三月丁憂。”
254. ↑  《明史》（卷109）：“閏四月，吏部尚書兼武英殿大學士入。”
255. ↑  《明史》（卷109）：“一清八月致仕。”
256. ↑  《明史》（卷109）：“八月，禮部尚書兼文淵閣大學士入。”
257. ↑  《明史》（卷109）：“貴四月致仕。”
258. ↑  《明史》（卷109）：“冕七月加太子太傅兼武英殿大學士。”
259. ↑  《明史》（卷109）：“五月，禮部尚書兼東閣大學士入。七月加太子太保兼文淵閣大學士。”
260. ↑  《明史》（卷109）：“少師兼太子太師吏部尚書華蓋殿大學士。十一月服除，入。”
261. ↑  《明史纪事本末》（卷47）
262. ↑  《明史》（卷109）：“廷和加左柱國。”
263. ↑  《明史》（卷109）：“儲五月致仕，加左柱國。”
264. ↑  《明史》（卷109）：“冕正月加少傅謹身殿大學士。”
265. ↑  《明史》（卷109）：“紀正月加少保，改戶部尚書兼武英殿大學士。”
266. ↑  《明史》（卷109）：“五月陞吏部左侍郎晉禮部尚書兼文淵閣大學士入。九月卒。”
267. ↑  《明史》（卷109）：“費宏四月召，十月入，加柱國少保。”
268. ↑  《明通鑒》（卷49）:“是日太監張永、谷大用等，以皇太后後命移殯大內，遂頒遺詔。先是司禮中官魏彬以帝無皇嗣，至內閣言：“國醫力竭矣，請捐萬金購之草澤。”大學士楊廷和心知所謂，不應，而微以倫序之說諷之，彬等唯唯。至是帝崩，永、大用至內閣，議所當立。廷和出祖訓於袖中，示之曰：“兄終弟及，誰能易之？今興獻王長子，憲宗之孫，孝宗之從子，大行皇帝之從弟，序當立。”梁儲、蔣冕、毛紀鹹贊之，乃令中官入啟皇太后，廷和等候左順門下。頃之，中官奉遺詔及太后懿旨，宣諭群臣，一如內閣請。”
269. ↑  《明史》（卷72）：“世宗時，三殿成，改華蓋為中極，謹身為建極，閣銜因之。嘉靖以後，朝位班次，俱列六部之上。”
270. ↑  《明史》（卷110）：“廷和二月致仕。”
271. ↑  《明史》（卷110）：“冕五月致仕。”
272. ↑  《明史》（卷110）：“紀六月晉吏部尚書謹身殿大學士。七月致仕。”
273. ↑  《明史》（卷110）：“五月，吏部尚書兼文淵閣大學士入。”
274. ↑  《明史》（卷110）：“賈詠八月晉禮部尚書兼文淵閣大學士入。”
275. ↑  《明史》（卷190）：“廷和先累疏乞休，其後請益力。又以持考獻帝議不合，疏語露不平。三年正月，帝聽之去。責以因辭歸咎，非大臣道。然猶賜璽書，給輿廩郵護如例，申前廕子錦衣衞指揮使之命。給事、御史請留廷和，皆不報。廷和去，始議稱孝宗為皇伯考。於是，廷和子修撰慎率羣臣伏闕哭爭，杖謫雲南。既而王邦奇誣訐廷和及其次子兵部主事惇、壻修撰金承勛、鄉人侍讀叶桂章與彭澤弟沖交關請屬，俱逮下詔獄。鞫治無狀，乃得解。”
276. ↑  《明史》（卷110）：“宏六月加少師兼太子太師。”
277. ↑  《明史》（卷110）：“珤六月加太子太保武英殿大學士。”
278. ↑  《明史》（卷110）：“詠六月加太子太保武英殿大學士。”
279. ↑  《明史》（卷110）：“一清十一月召。”
280. ↑  《明史》（卷110）：“宏七月晉華蓋殿大學士。”
281. ↑  《明史》（卷110）：“一清五月復吏部尚書武英殿大學士，加少師入。七月加兼太子太師謹身殿大學士。”
282. ↑  《明史》（卷110）：“珤七月加少保。”
283. ↑  《明史》（卷110）：“詠七月加少保。”
284. ↑  《明史》（卷110）：“宏二月致仕。”
285. ↑  《明史》（卷110）：“一清八月晉左柱國華蓋殿大學士。”
286. ↑  《明史》（卷110）：“珤八月致仕。”
287. ↑  《明史》（卷110）：“詠八月致仕。”
288. ↑  《明史》（卷110）：“遷二月召，少傅兼太子太傅禮部尚書武英殿大學士。十月復入。”
289. ↑  《明史》（卷110）：“三月，吏部左侍郎兼學士入。”
290. ↑  《明史》（卷110）：“十月，禮部尚書兼文淵閣大學士入。”
291. ↑  《明史》（卷110）：“遷三月致仕。”
292. ↑  《明史》（卷110）：“璁正月加少保兼太子太保。六月加少傅兼太子太傅，晉吏部尚書謹身殿大學士。”
293. ↑  《明史》（卷110）：“鑾六月陞禮部尚書兼文淵閣大學士。”
294. ↑  《明史》（卷110）：“一清九月致仕。”
295. ↑  《明史》（卷110）：“璁八月罷。九月召還。”
296. ↑  《明史》（卷110）：“二月，少保兼太子太傅吏部尚書武英殿大學士入。八月革去散官及學士，以尚書致仕。九月復少保兼太子太傅吏部尚書武英殿大學士，仍致仕。十一月召復任。”
297. ↑  《明史》（卷110）：“萼四月至京，命照舊辦事。”
298. ↑  《明史》（卷110）：“璁二月改名，七月致仕，十一月召復任。”
299. ↑  《明史》（卷110）：“萼正月以病乞歸。八月卒。”
300. ↑  《明史》（卷110）：“九月，太子太傅禮部尚書兼文淵閣大學士入。”
301. ↑  《明史》（卷110）：“孚敬三月至京，晉太子太師華蓋殿大學士。八月致仕。”
302. ↑  《明史》（卷110）：“五月，原任太子太保吏部尚書兼學士，應召至京，晉武英殿大學士入。七月掌吏部事。”
303. ↑  《嘉靖以来首辅传》（卷2）:“俄而孚敬復用，時居次，改兼吏部尚書事。”
304. ↑  《明史》（卷110）：“鑾十一月丁憂。”
305. ↑  《明史》（卷110）：“孚敬正月召復任。四月赴召至京。”
306. ↑  《明史》（卷110）：“孚敬正月晉少師兼太子太保吏部尚書武英殿大學士。”
307. ↑  《明史》（卷110）：“獻夫正月晉少保。四月致仕。”
308. ↑  《明史》（卷110）：“時正月晉少保。”
309. ↑  《明史》（卷110）：“孚敬四月致仕。”
310. ↑  《明史》（卷110）：“費宏七月召。八月入，十月卒。”
311. ↑  《明史》（卷110）：“時七月加太子太傅。九月晉少傅兼謹身殿大學士。十一月兼太子太師。閏十二月晉華蓋殿大學士。”
312. ↑  《明史》（卷110）：“閏十二月，少傅太子太師禮部尚書兼武英殿大學士入。”
313. ↑  《明史》（卷110）：“時十二月卒。”
314. ↑  《明史》（卷110）：“八月，太子太保禮部尚書兼文淵閣大學士入。”
315. ↑  《明史》（卷110）：“言正月晉特進光祿大夫上柱國少師。五月以少保兼尚書致仕，未行，復少傅兼太子太傅禮部尚書武英殿大學士，復入。”
316. ↑  《明史》（卷110）：“鼎臣正月晉少保兼太子太保武英殿大學士。”
317. ↑  《明史》（卷110）：“言十一月加少師兼太子太師吏部尚書華蓋殿大學士。”
318. ↑  《明史》（卷110）：“鼎臣十月卒。”
319. ↑  《明史》（卷110）：“鑾十一月加少保兼太子太傅尚書大學士如故。”
320. ↑  《明史》（卷110）：“言八月落職致仕。九月詣迎和門辭，詔仍還私宅調理，以俟後命。十月復少傅兼太子太師禮部尚書武英殿大學士，仍赴閣辦事。”
321. ↑  《明史》（卷110）：“言三月復少師吏部尚書華蓋殿大學士，勳階兼官悉如舊。七月革職閒住。”
322. ↑  《明史》（卷110）：“鑾八月加少傅兼謹身殿大學士。”
323. ↑  《明史》（卷110）：“八月，少保太子太保禮部尚書兼武英殿大學士，仍掌禮部事。”
324. ↑  《明史纪事本末》（卷54）:“二十一年夏六月，大学士夏言罢。言与严嵩同乡，称晚进。以议礼骤贵，嵩谨事之，言不为下。时嵩为礼部尚书，初见宠信。欲入阁，而言阻之，遂有郄。会言坐失旨当罢，呼嵩与谋。而嵩已造上所幸秉一真人第，谋掎言。言觉之，嘱所善者劾嵩。时上已心爱嵩，攻益力，上益怜之。上在西苑斋居，许入直诸贵人得乘马。言独用小腰舆以乘，上怪之，勿言。会上不欲翼善冠，而御香叶巾，命尚方仿之，制沉水香为五冠，以赐言及嵩等。言密揭谓：“非人臣法服，不敢当。”上大怒。嵩于召对日，故冠香叶，而冒轻纱于外，令上见之。上果悦，留嵩慰谕甚至。因泣诉言见凌状，上怒，即下敕逐言。科、道官以失职不纠，降调夺秩者七十三人。”
325. ↑  《明史》（卷110）：“鑾八月削籍。”
326. ↑  《明史》（卷110）：“嵩八月加太子太傅。九月晉兼吏部尚書謹身殿大學士。十二月加少傅。”
327. ↑  《明史》（卷110）：“吏部尚書。九月兼文淵閣大學士入。”
328. ↑  《明史》（卷110）：“禮部尚書。九月兼文淵閣大學士入。”
329. ↑  《明史》（卷110）：“嵩七月加太子太師。八月加少師。”
330. ↑  《明史》（卷110）：“讚七月加少傅。十一月革職閒住。”
331. ↑  《明史》（卷110）：“璧七月加太子太保。八月卒。”
332. ↑  《明史》（卷110）：“言九月復召。十二月復少師兼太子太師吏部尚書華蓋殿大學士原職，起用。”
333. ↑  《明史纪事本末》（卷54）:“十二月，复召夏言入阁。自严嵩入相，同事者多罢去，嵩独相。以太庙工成，加太子太师。后帝微闻其横，厌之。于是诏起夏言，言至，尽复其原官，且加少师，位在嵩上。”
334. ↑  《明史》（卷110）：“嵩十一月晉華蓋殿大學士。”
335. ↑  《明史》（卷110）：“言正月削奪保傅，以尚書致仕。十月棄市。”
336. ↑  《明史纪事本末》（卷54）:“二十七年春正月，夏言罢。嵩既忌言，都督陆炳亦怨言持已，阴比嵩图之。会都御史曾铣议复河套，言主之。而嵩则极言其不可，语颇侵言。及言请给誓剑，得专僇节帅以下，上亦稍稍恶之。会澄城山崩裂，又京师大风，上益疑。以套议问嵩，嵩因诋言“擅权自用”。及退，复上疏劾铣“开边起衅”，言“雷同误国”。并自求去甚力。上温旨留嵩，而切责言。于是吏部尚书闻渊、礼部尚书费寀、左都御史屠侨皆谓言误国。帝乃命缇骑捕铣至京，因尽夺言师傅，俾以尚书致仕。三月，杀都御史曾铣。铣既被逮，严嵩复令仇鸾讦之。刑部侍郎詹瀚、左都御史屠侨、锦衣卫都督陆炳阿嵩意，谓铣行贿夏言，论斩，弃西市。冬十月，杀大学士夏言。先是，言既归，舟至丹阳。复就逮至京，上疏极陈为严嵩所陷。帝不听。刑部尚书喻茂坚等据曾铣律以请，而谓言实当“入议”所谓“议贵”、“议能”者。帝怒，责茂坚等阿附言。值居庸报警，嵩复以开衅力持，竟坐与铣交通律，弃西市。言既死，大权悉归嵩矣。”
337. ↑  《明史》（卷308）:“嵩竊政二十年，溺信惡子，流毒天下，人咸指目為奸臣。”
338. ↑  《明史》（卷110）：“二月晉禮部尚書兼文淵閣大學士入。”
339. ↑  《明史》（卷110）：“二月，少詹事兼學士入。”
340. ↑  《明史》（卷110）：“嵩八月加上柱國。”
341. ↑  《明史》（卷110）：“治八月加太子太保。十月卒。”
342. ↑  《明史》（卷110）：“本八月晉吏部右侍郎兼東閣大學士。”
343. ↑  《明史》（卷110）：“本十一月晉禮部尚書。”
344. ↑  《明史纪事本末》（卷54）:“三十年春正月，杖錦衣衛經歷沈錬於闕廷。初，奄答薄都城，求通貢，趙貞吉以為不可。錬在眾中，申貞吉旨不休。吏部尚書夏邦奇目之曰：「何小吏而言若是！」錬曰：「大吏弗言，故小吏言之。」已而上疏，請「以萬騎護陵寢萬騎護通州軍儲，而合勤王師邀擊其惰歸，必大捷」。是時大學士嵩用事，數寢格邊檄，不以上聞，故錬書奏不報。錬乃抗疏言：「嵩受國重任，貪婪愚鄙，不聞諮諏方略，治國安邊，惟與子世蕃為全家保妻子計。以朝廷之賞罰為已出，故人皆計嵩愛僧，不知朝廷恩威。」因歷數其十大罪，請戮之，以謝天下。詔以錬詆誣大臣，廷杖之，謫田保安。”
345. ↑  《明史》（卷110）：“少保兼太子太保禮部尚書。三月兼東閣大學士入，仍掌部事。”
346. ↑  《明史》（卷110）：“階七月晉柱國。”
347. ↑  《明史纪事本末》（卷54）:“兵部員外郎楊繼盛上疏論嚴嵩十大罪、五奸，略曰：……疏奏，帝怒其引用二王，命繫錦衣獄，詰訊主使者，繼盛曰：「盡忠在已，豈必人主使乎！」又問引用二王故，繼盛大言曰：「奸臣誤國，非二王誰不畏嵩者。」獄具，杖百，送刑部。……三十四年冬十月，殺兵部員外楊繼盛。”
348. ↑  《明史》（卷110）：“階八月晉太子太傅武英殿大學士。”
349. ↑  《明史》（卷110）：“本八月晉太子太保文淵閣大學士。”
350. ↑  《明史》（卷110）：“二月命暫管吏部事。三月晉少保兼武英殿大學士。”
351. ↑  《明史》（卷110）：“八月加少傅。”
352. ↑  《明史》（卷110）：“七月晉柱國。八月加太子太傅。”
353. ↑  《明史纪事本末》（卷54）:“三十七年三月，給事中吳時來上疏劾嚴嵩「輔政十二年，引用匪人，邊事日壞。令其子世蕃入直，干預國政，窺覘幾微，以市私恩。引其親萬寀為文選郎中，方祥為職方郎中，比周為奸，公行賄賂，進退一人，行止一事，必關白世蕃。不論賢否是非，唯視所入多寡。如趙文華南還，饋遺數萬，猶為未足，而授草引疾。張經被逮，行金五千。及聖斷不貸，而為治裝賻卹。王汝孝失律，以三千而得遣戍。蔡克卿撫淮陽，以三千而轉地卿。楊順誤國，而三陰其子。吳嘉會修邊侵冒，而驟遷三官。邊事之不振，由於軍民之困窮；軍民之困窮，由於上官之貪縱；上官之貪縱，由於謀國之匪人。『拔本塞源』之喻，願皇上察之」。主事張翀、董傳策亦交章論之，俱下獄，廷杖，謫戍嶺南。”
354. ↑  《明史》（卷110）：“階五月晉吏部尚書。”
355. ↑  《明史》（卷110）：“階八月晉太子太師。”
356. ↑  《明史》（卷110）：“本八月晉少傅。”
357. ↑  《明史》（卷110）：“本五月丁憂。”
358. ↑  《明史》（卷110）：“袁煒十一月加太子太保戶部尚書兼武英殿大學士入。”
359. ↑  《明史纪事本末》（卷54）:“適萬壽宮災，宮在西苑，上自壬寅宮變，即移於此，不復居大內。忽火作，乘輿服御皆毀，上暫居玉熙宮，隘甚，邑邑不樂。廷臣請還大內，上以列聖宴駕於此，不報。嵩請徙南內，故英宗幽錮所也，大不樂。次相徐階與尚書禮疏並力營新宮，上喜，報允。自是，凡軍國大事悉諮之階。間有嵩者，不過齋醮符籙之類而已。”
360. ↑  《明史》（卷110）：“嵩五月罷。”
361. ↑  《明史》（卷110）：“階三月晉少師。”
362. ↑  《明史》（卷110）：“煒三月晉少保。”
363. ↑  《明史纪事本末》（卷54）:“五月，嚴嵩罷，猶給歲祿。繫其子世蕃詔獄，以御史鄒應龍為通政司參議。初，嵩見張璁、夏言以言禮驟貴，乃從臾興獻帝稱宗，祔太廟，眷遇日隆，人言不復入。自徐學詩、王宗茂、楊繼盛、沈錬、吳時來、張翀、董傳策或死或戍，縉紳側目不敢言。至是，徐階日親用事，廷臣多知之未發。御史鄒應龍欲具疏，一夕夢出獵，見一高山，射之不中。東有培壘樓，其下甚壯。樓俯平田，有米草覆其上，一注矢拉然，醒而悟曰：「此小兒東樓之兆也。」遂上疏劾世蕃，數其通賄賂行諸不法狀，乞置於理。因及嵩「植黨蔽賢，溺愛惡子」。且曰：「如臣言不實，願斬臣首懸之藁竿，以謝世蕃父子。」帝覽之心動，命嵩致仕乘傳去，而下世蕃於理。擢應龍，嘉其敢言。世蕃因行金內侍云：「鄒應龍疏，皆藍道行泄之。」帝怒，並逮道行。鄢懋卿、萬寀復私致道行，許以金，令其委罪徐階，則無事矣。道行大言曰：「除貪官，自是皇上本意；糾貪罪，自是御史本職，何與徐閣老事！」懋卿、寀懼，乃囑法司量坐世蕃贓銀八百兩，擬罪上請。於是戍世蕃雷州衛，子嚴鵠、嚴鴻及其爪牙羅龍文、牛信等分戍邊遠衛。家人嚴年錮獄追贓。年最黠惡，即士大夫所呼為萼山先生者也。上猶以嵩故，特宥其孫鴻為民。”
364. ↑  《明史》（卷110）：“階八月晉建極殿大學士。”
365. ↑  《明史》（卷110）：“煒八月晉少傅兼太子太傅建極殿大學士。”
366. ↑  《明史》（卷110）：“煒三月病歸。”
367. ↑  《明史》（卷110）：“四月，吏部尚書兼武英殿大學士入，仍暫掌吏部事。十一月病歸。”
368. ↑  《明史》（卷110）：“李春芳四月晉禮部尚書兼武英殿大學士入。”
369. ↑  《明史》（卷110）：“春芳三月晉吏部尚書。”
370. ↑  《明史》（卷110）：“郭朴三月晉吏部尚書兼武英殿大學士入。”
371. ↑  《明史》（卷110）：“高拱三月晉禮部尚書兼文淵閣大學士入。”
372. ↑  《明史》（卷110）：“四十五年丙寅十二月，穆宗即位。”
373. ↑  《明史》（卷110）：“春芳二月晉少保。四月晉少傅兼太子太傅。”
374. ↑  《明史》（卷110）：“朴二月晉少保。四月晉少傅兼太子太傅。九月致仕。”
375. ↑  《明史》（卷110）：“拱二月晉少保兼太子太保。四月晉少傅兼太子太傅。五月罷。”
376. ↑  《明史》（卷110）：“陳以勤二月晉禮部尚書兼文淵閣大學士入。四月加太子太保。”
377. ↑  《明史》（卷110）：“張居正二月晉吏部左侍郎兼東閣大學士入。四月晉禮部尚書武英殿大學士。”
378. ↑  《明通鑒》（卷64）：“丁丑，高拱罷。先是正月考察，吏部尚書楊博主之，黜給事中鄭欽、御史胡維新，而山西人無下考者。吏科給事中胡應嘉，核“博挾私憤、庇鄉裏”，且論救欽等。拱因修舊隙謂“應嘉實佐察，自相牴牾”，將重罪之。方下閣臣議，郭樸奮然曰：“應嘉無人臣禮，當編氓。”徐階從旁睨拱方盛怒，重違其意，遂擬旨斥爲民。于是言路謂拱以私怨逐應嘉，相與大嘩。而兵科給事中歐陽一敬诋拱奸險無異蔡京，且言：“應嘉前疏，臣實預聞，黜應嘉不若黜臣。”會給事中辛自修，御史陳聯芳疏爭，階乃調應嘉建甯推官，拱益不平。逾月，禦史齊康劾階，言官以康受拱指，群集阙下，詈而唾之。一敬首劾康，康亦劾一敬，然康竟坐黜。于是言路論拱者無虛日，至是拱不自安，乞罷歸。”
379. ↑  《明史》（卷110）：“階七月致仕。”
380. ↑  《明史》（卷110）：“春芳正月加少師兼太子太師建極殿大學士。”
381. ↑  《明史》（卷110）：“以勤正月加少傅兼太子太傅。”
382. ↑  《明史》（卷110）：“居正正月加少保兼太子太保。”
383. ↑  《明史》（卷110）：“八月，禮部尚書兼文淵閣大學士入。”
384. ↑  《明史》（卷110）：“拱十二月召還，兼掌吏部事。”
385. ↑  《明史》（卷110）：“春芳六月晉少師。十二月加中極殿大學士。”
386. ↑  《明史》（卷110）：“拱十二月晉少師建極殿大學士。”
387. ↑  《明史》（卷110）：“以勤七月致仕，加太子太師。”
388. ↑  《明史》（卷110）：“居正十二月晉太子太傅吏部尚書柱國，又晉少傅建極殿大學士。”
389. ↑  《明史》（卷110）：“吉十一月致仕。”
390. ↑  《明史》（卷110）：“十一月，太子太保禮部尚書兼文淵閣大學士入。踰月，晉少保武英殿大學士。”
391. ↑  《明史》（卷110）：“春芳五月致仕。”
392. ↑  《明史》（卷110）：“士儋十一月致仕。”
393. ↑  《明史》（卷110）：“拱正月加柱國晉中極殿大學士，六月罷。”
394. ↑  《明史》（卷110）：“居正正月加少師兼太子太師。八月加左柱國中極殿大學士。”
395. ↑  《明史》（卷110）：“四月，禮部尚書兼文淵閣大學士入。六月卒。”
396. ↑  《明史》（卷110）：“六月，禮部尚書兼文淵閣大學士入。八月晉太子少保武英殿大學士。”
397. ↑  《明史》（卷110）：“六年壬申六月，神宗即位。”
398. ↑  《明史纪事本末》（卷61）:“六年甲子，皇太子即位，年始十歲，時太監馮保方居中用事，矯傳大行遺詔云：「閣臣與司禮監同受顧命。」廷臣聞之俱駭。一日，內使傳旨至閣。拱曰：「旨出何人？上沖年，皆若曹所為，吾且逐若曹矣。」內臣還報，保失色，謀逐拱。拱與居正俱負氣不相下，居正乃結保自固。時臺諫交劾保，必欲斥之。而高拱自以與居正及高儀同與凴幾，每慷慨收宮府權曰：「老臣謬膺託孤，不敢不竭股肱。凡內降命敕，府部章奏，自合公聽並觀。有傳奉中旨，所司按法覆奏，白老臣折衷之，以復百官總已之義。」拱內慮馮保專恣，與居正、儀謀去之。居正陰泄之保，乃與保謀去拱。六月既望，庚午昧爽，拱在直，居正引疾。召諸大臣於會極門，促居正至，拱以為且逐保也。保傳皇后、皇貴妃皇帝旨曰：「告爾內閣、五府、六部諸臣。大行皇帝賓天，先一日，召內閣三臣御榻前，同我母子三人，親受遺屬曰：『東宮年少，萊爾輔導。』大學士拱，攬權擅政，奪威福自專，通不許皇帝主管，我母子日夕驚懼。便令回籍閒住，不許停留。爾等大臣，受國厚恩，如何阿附權臣，蔑視幼主！自今宜洗滌忠報，有蹈往轍，典刑處之！」拱即日出朝門，得一牛車，立而附載，緹騎兵番踉蹌追逐，喪厥資斧，大臣去國，以為異聞。拱去，居正為乞馳驛，乃傳歸。而高儀未幾亦卒以病死，居正裒然首輔矣。”
399. ↑  《明史》（卷110）：“調陽十一月晉太子太保。”
400. ↑  《明史》（卷110）：“調陽七月晉少保。”
401. ↑  《明史》（卷110）：“張四維八月晉禮部尚書兼東閣大學士入。”
402. ↑  《明史》（卷110）：“居正十月特晉左柱國太傅，俸如伯爵。”
403. ↑  《明史》（卷110）：“調陽十月晉太子太傅吏部尚書。”
404. ↑  《明史》（卷110）：“居正九月丁憂奪情。”
405. ↑  《明史》（卷110）：“調陽八月晉少傅。”
406. ↑  《明史》（卷110）：“四維八月晉太子太保文淵閣大學士。”
407. ↑  《明史纪事本末》（卷61）:“己卯，張居正父喪訃至，上以手諭宣慰，視粥止哭，絡繹道路，又與三宮賻贈甚厚，然亦無意留之。所善同年李幼孜等倡奪情之說，於是居正惑之，乃外乞守制，示意馮保，使勉留焉。冬十月，居正再上疏乞終制，不允。乃請在官守制，不造朝，許之。居正既父喪奪情，吉服視事。編修吳中行、檢討趙用賢因星變陳言。刑部員外艾穆、主事沈思孝合疏言「居正忘親貪位」，居正大怒。時大宗伯馬自強曲為營解，居正跪而以一手捻鬚曰：「公饒我，公饒我！」掌院學士王錫爵逕造喪次，為之解。居正曰：「聖怒不可測。」錫爵曰：「即聖怒，亦為公。」語未訖，居正屈膝於地，舉手索刃作刎頸狀曰：「爾殺我，爾殺我。」錫爵大驚，趨出。  十月二十二日，中行等四人同時受杖。中行、用賢即日驅出國門，人不敢候視。”
408. ↑  《明史》（卷110）：“居正三月歸葬。六月還朝。”
409. ↑  《明史》（卷110）：“調陽二月晉建極殿大學士。七月以病回籍。”
410. ↑  《明史》（卷110）：“四維二月晉少保武英殿大學士。”
411. ↑  《明史》（卷110）：“三月，太子太保禮部尚書兼文淵閣大學士入。十月卒。”
412. ↑  《明史》（卷110）：“三月，吏部左侍郎兼東閣大學士入。”
413. ↑  《明史》（卷110）：“時行十二月加禮部尚書兼文淵閣大學士。”
414. ↑  . 凤凰网.   [2016-03-11]. （原始内容存档于2016-03-19）.
415. ↑  《明史》（卷110）：“四維六月晉少傅兼太子太傅。”
416. ↑  《明史》（卷110）：“居正十一月晉太傅左柱國。”
417. ↑  《明史》（卷110）：“四維加柱國。”
418. ↑  《明史》（卷110）：“居正六月晉太師，尋卒。”
419. ↑  《明史》（卷110）：“四維六月晉太子太師。九月晉少師。”
420. ↑  《明史》（卷110）：“時行六月晉太子太保。九月晉少保。”
421. ↑  《明史》（卷110）：“禮部尚書武英殿大學士，六月命，未任罷。”
422. ↑  《明史》（卷110）：“六月，禮部尚書兼文淵閣大學士入。九月晉太子太保。”
423. ↑  《明史纪事本末》（卷61）:“六月甲午，居正以疾再乞休，不允。上以細務委張四維，大事即居正家平章。以遼左大捷，斬速把孩功，進張居正太師。甲辰，上遣司禮太監賚手敕諭張居正曰：「聞先生糜飲不進，朕心憂慮。國家大事，當一一為朕言之。」居正力疾疏謝，並上密奏，薦禮部尚書潘晟、吏部左侍郎餘有丁。明日，上即命二人入閣。丙午，大學士張居正卒。”
424. ↑  《明史》（卷110）：“四維四月丁憂。”
425. ↑  《明史》（卷110）：“時行九月晉少傅兼太子太傅吏部尚書建極殿大學士。”
426. ↑  《明史》（卷110）：“有丁九月晉少保戶部尚書武英殿大學士。”
427. ↑  《明史》（卷110）：“四月，禮部尚書兼東閣大學士入。九月晉太子太保文淵閣大學士。”
428. ↑  《明史》（卷110）：“時行九月晉少師太子太師中極殿大學士。”
429. ↑  《明史》（卷110）：“有丁九月晉少傅太子太傅建極殿大學士。十一月卒。”
430. ↑  《明史》（卷110）：“國九月晉少保太子太保武英殿大學士。”
431. ↑  《明史》（卷110）：“王錫爵十二月起禮部尚書兼文淵閣大學士。”
432. ↑  《明史》（卷110）：“王家屏十二月以吏部侍郎兼東閣大學士。”
433. ↑  《明史》（卷110）：“國八月晉柱國少傅兼太子太傅。”
434. ↑  《明史》（卷110）：“家屏九月丁憂。”
435. ↑  《明史》（卷110）：“國二月晉吏部尚書建極殿大學士。”
436. ↑  《明史》（卷110）：“錫爵二月晉太子太保武英殿大學士。”
437. ↑  《明史》（卷110）：“時行四月加左柱國。”
438. ↑  《明史》（卷110）：“錫爵六月晉太子太保。”
439. ↑  《明史》（卷110）：“家屏十二月服闋召。”
440. ↑  《明史》（卷110）：“國八月晉太子太師吏部尚書。”
441. ↑  《明史》（卷110）：“家屏四月還朝，晉禮部尚書。”
442. ↑  《明史》（卷110）：“時行三月加太傅。九月致仕。”
443. ↑  《明史》（卷110）：“國九月致仕。”
444. ↑  《明史》（卷110）：“錫爵六月歸省。”
445. ↑  《明史》（卷110）：“九月，禮部尚書兼東閣大學士入。”
446. ↑  《明史》（卷110）：“九月，吏部侍郎兼東閣大學士。”
447. ↑  《明史》（卷110）：“家屏三月致仕。”
448. ↑  《明史》（卷110）：“錫爵正月還朝。”
449. ↑  《明史》（卷110）：“志皐四月晉太子太保文淵閣大學士。”
450. ↑  《明史》（卷110）：“位四月晉禮部尚書文淵閣大學士。”
451. ↑  《明史》（卷110）：“錫爵二月晉少傅兼太子太保吏部尚書建極殿大學士。五月致仕。”
452. ↑  《明史》（卷110）：“志皐二月晉少保兼太子太保戶部尚書。”
453. ↑  《明史》（卷110）：“位二月晉太子太保。”
454. ↑  《明史》（卷110）：“五月，禮部尚書兼東閣大學士入。”
455. ↑  《明史》（卷110）：“五月，禮部尚書兼東閣大學士。十一月入。”
456. ↑  《明史》（卷110）：“于陛十月晉太子少保。”
457. ↑  《明史》（卷110）：“一貫十月晉太子少保。”
458. ↑  《明史》（卷110）：“志皐三月晉少傅兼太子太傅建極殿大學士。”
459. ↑  《明史》（卷110）：“于陛八月晉太子太保。十二月卒。”
460. ↑  《明史》（卷110）：“位五月晉少保太子太保吏部尚書武英殿大學士。”
461. ↑  《明史》（卷110）：“一貫五月晉太子太保戶部尚書武英殿大學士。”
462. 1 2 3 4 5  甄鹏. . 中国石油大学胜利学院学报. 2014, 28 (1): 36–39  [2016-02-09]. （原始内容存档于2016-02-15）.
463. ↑  《明史》（卷110）：“志皐十月養病。”
464. ↑  《明史》（卷110）：“位六月閒住。”
465. 1 2  《明史》（卷110）：“志皐養病。四月晉兼太子太師中極殿大學士。”
466. ↑  《明史》（卷110）：“一貫五月晉少保吏部尚書。”
467. ↑  《明史》（卷110）：“志皐養病。九月卒。”
468. ↑  《明史》（卷110）：“一貫十一月晉兼太子太傅建極殿大學士。”
469. 1 2  《明史》（卷110）：“九月，禮部尚書召兼東閣大學士。”
470. ↑  《明史》（卷110）：“一貫七月晉少傅兼太子太傅。”
471. ↑  《明史》（卷110）：“鯉七月入。”
472. ↑  《明史》（卷110）：“賡四月入。七月晉太子太保。”
473. ↑  《明史》（卷110）：“一貫四月晉左柱國少傅中極殿大學士。”
474. ↑  《明史》（卷110）：“鯉十月晉少保文淵閣大學士。”
475. ↑  《明史》（卷110）：“賡十月晉太子太保文淵閣大學士。”
476. ↑  《明史》（卷110）：“一貫十月晉少師兼太子太師。”
477. ↑  《明史》（卷110）：“鯉十月晉少傅兼太子太傅。”
478. ↑  《明史》（卷110）：“賡十月晉少保兼太子太保。”
479. ↑  《明史》（卷110）：“一貫七月致仕。”
480. ↑  《明史》（卷110）：“鯉七月致仕。”
481. ↑  《明史》（卷110）：“賡三月晉戶部尚書武英殿大學士。”
482. ↑  《明史》（卷110）：“錫爵六月加少保召，辭不至。”
483. ↑  《明史》（卷110）：“禮部尚書。五月加太子太保東閣大學士。十一月入，尋卒。”
484. ↑  《明史》（卷110）：“李廷機五月晉禮部尚書兼東閣大學士入。”
485. ↑  《明史》（卷110）：“葉向高五月晉禮部尚書兼東閣大學士。十一月入。”
486. ↑  《明史》（卷110）：“賡十一月卒。”
487. ↑  《明史》（卷110）：“廷機十月養病。以後杜門注籍，不赴閣。”
488. ↑  崔来廷. . 南昌: 江西高校出版社. 2006: 171. ISBN 7-81075-714-8.
489. 1 2 3  《明史》（卷110）：“廷機養病。”
490. ↑  《明史》（卷110）：“向高十二月晉太子太保文淵閣大學士。”
491. ↑  《明史》（卷110）：“廷機養病。九月晉太子太保，致仕。”
492. ↑  《明史》（卷110）：“向高十一月晉少保兼太子太保戶部尚書武英殿大學士。十二月晉少傅兼太子太傅吏部尚書建極殿大學士。”
493. ↑  《明史》（卷110）：“方從哲九月晉禮部尚書兼東閣大學士入。”
494. ↑  《明史》（卷110）：“吳道南九月晉禮部尚書兼東閣大學士入。”
495. ↑  《明史》（卷110）：“向高八月晉少師兼太子太師，致仕。”
496. ↑  《明史》（卷110）：“道南未赴。”
497. ↑  《明史》（卷110）：“道南五月入。”
498. ↑  《明史纪事本末》（卷68）:“神宗萬曆四十三年五月己酉，有不知姓名男子，持棗木棍，撞入慈慶宮，打傷守門內官李鑒，直至前殿簷下，內官韓本用等執縛，付東華門守衛指揮朱雄等收之。”
499. ↑  《明史》（卷110）：“從哲十二月晉太子太保文淵閣大學士。”
500. ↑  《清史稿》（卷1）：“天命元年丙辰春正月壬申朔，上卽位，建元天命，定國號曰金。”
501. ↑  《明史》（卷110）：“道南七月丁憂。”
502. ↑  《明史》（卷110）：“從哲八月晉少保戶部尚書武英殿大學士。十月晉少師兼太子太師吏部尚書中極殿大學士。十二月致仕。”
503. ↑  《明史》（卷110）：“史繼偕八月晉禮部尚書兼東閣大學士。”
504. ↑  《明史》（卷110）：“沈潅八月晉禮部尚書兼東閣大學士。”
505. ↑  《明史》（卷110）：“何宗彥八月晉禮部尚書兼東閣大學士。”
506. ↑  《明史》（卷110）：“劉一燝八月晉禮部尚書東閣大學士入。十月晉太子太保戶部尚書文淵閣大學士。”
507. ↑  《明史》（卷110）：“韓爌八月晉禮部尚書東閣大學士入。十月晉太子太保戶部尚書文淵閣大學士。”
508. ↑  《明史》（卷110）：“朱國祚八月晉禮部尚書，召兼東閣大學士。”
509. ↑  《明史》（卷110）：“禮部尚書。十月兼東閣大學士入。”
510. ↑  《明史》（卷110）：“向高八月召。”
511. ↑  《明史纪事本末》（卷68）:“二十九日甲戌，上再召諸臣等於乾清宮，仍諭冊立皇貴妃，從哲等以「冊儲原旨期宜改近，蚤竣吉典，以慰聖懷」。上因顧皇太子，諭曰：「卿等輔佐為堯舜。」又語及壽宮，輔臣以皇考山陵對。則自指曰：「是朕壽宮。」諸臣言：「聖壽無疆，何遽及此！」上仍諭要緊者再。因問：「有鴻臚寺官進藥何在？」從哲奏：「鴻臚寺丞李可灼，自雲仙丹，臣等未敢輕信。」上即命中使宣可灼至，診視，具言病源及治法。上喜，命趨和藥進，上飲湯輒喘，藥進乃受。上喜，稱忠臣者再。諸臣出宮門外竢，少頃，中使傳聖體用藥後，暖潤舒暢，思進飲膳，諸臣歡躍而退，可灼及御醫各官留。時日己午，比未申，可灼出，輔臣迎訊之，可灼具言上恐藥力竭，復進一丸，亟問復何狀？可灼以如前對。五鼓，內宣急召諸臣趨進，而龍馭以卯刻上賓矣。時九月乙亥朔也。”
512. ↑  《明史》（卷110）：“四十八年庚申八月，光宗即位。九月崩，熹宗即位。八月以後，為泰昌元年。”
513. ↑  《明史》（卷110）：“向高十月入。”
514. ↑  《明史》（卷110）：“一燝六月晉少保兼太子太保吏部尚書武英殿大學士，又晉少傅兼太子太傅建極殿大學士。九月晉中極殿大學士。十月晉少師兼太子太師。”
515. ↑  《明史》（卷110）：“爌六月晉少保吏部尚書武英殿大學士，又晉少傅兼太子太傅建極殿大學士。九月晉中極殿大學士。十月晉少師兼太子太師。”
516. ↑  《明史》（卷110）：“繼偕十月入。晉太子太保文淵閣大學士。”
517. ↑  《明史》（卷110）：“潅七月入。九月晉太子太保文淵閣大學士。十月晉少保武英殿大學士。”
518. ↑  《明史》（卷110）：“宗彥六月入。九月晉太子太保文淵閣大學士。十月晉少保武英殿大學士。”
519. ↑  《明史》（卷110）：“國祚六月入。九月晉太子太保文淵閣大學士。十月晉少保武英殿大學士。”
520. ↑  《明史》（卷110）：“如游二月晉太子太保文淵閣大學士，致仕。”
521. ↑  《明史》（卷110）：“一燝三月致仕。”
522. ↑  《明史》（卷110）：“潅七月致仕。”
523. ↑  《明史》（卷110）：“孫承宗二月晉兵部尚書東閣大學士入，兼掌兵部。八月晉太子太保，出鎮山海關。”
524. ↑  《明史纪事本末》（卷71）:“刑科給事中孫傑疏糾周嘉謨、劉一燝，謂：「統均仰輔臣之權，輔臣奉王安之意，中旨錯出，致悞封疆。」嘉謨免，一燝尋亦回籍。”
525. ↑  《明史》（卷110）：“向高正月晉中極殿大學士。七月晉左柱國。十一月晉上柱國。十二月晉少傅。”
526. ↑  《明史》（卷110）：“爌正月晉少師太子太師中極殿大學士。七月加特進。十一月晉左柱國。”
527. ↑  《明史》（卷110）：“繼偕正月晉太子太師文淵閣大學士。七月晉少傅兼太子太傅。尋加少保，致仕。”
528. ↑  《明史》（卷110）：“宗彥正月晉少保兼太子太保戶部尚書。七月晉少傅兼太子太傅。十一月晉太子太師。”
529. ↑  《明史》（卷110）：“國祚正月晉少保兼太子太保戶部尚書。四月致仕。”
530. ↑  《明史》（卷110）：“禮部尚書。正月兼東閣大學士入。七月晉太子太保文淵閣大學士。十一月晉少保太子太保。”
531. ↑  《明史》（卷110）：“朱國禎正月晉禮部尚書兼東閣大學士。六月入。七月晉太子太保文淵閣大學士。十月晉少保兼太子太保。”
532. ↑  《明史》（卷110）：“朱延禧正月晉禮部尚書兼東閣大學士入。七月晉太子太保文淵閣大學士。十一月晉少保兼太子太保。”
533. ↑  《明史》（卷110）：“魏廣微正月，禮部尚書兼東閣大學士。十月入。十一月晉太子太保文淵閣大學士。”
534. ↑  《明史》（卷110）：“承宗出鎮。正月晉少保兼太子太保文淵閣大學士。七月晉少傅兼太子太傅。十一月晉太子太師。”
535. ↑  《明史》（卷110）：“向高七月致仕。”
536. ↑  《明史》（卷110）：“爌十一月致仕。”
537. ↑  《明史》（卷110）：“宗彥正月卒。”
538. ↑  《明史》（卷110）：“國禎十二月致仕。”
539. ↑  《明史》（卷110）：“承宗出鎮。”
540. ↑  《明季北略》（卷2）：“杨涟字文孺，号大洪，应山人。万历三十四年（丙午、丁未）进士，授常熟县尹，赠太子太保，謚忠节。公初为县令，迁户礼兵垣给谏，历事三朝，以移宫一事，为群小所忌。庚申冬告归，癸亥起用，升礼科，历都御史，见魏忠贤、客氏专擅，遂声罪首攻。于天启四年甲子六月初一日，有二十四罪之奏。权璫惊怖累日，既乃大泣于上前云：外边有人计害奴婢，且谤皇爷。上云：前日有科道官沈参立枷事，你如何说？忠贤知上意叵测，送匿涟疏不进。首辅叶素善璫，调停为姑不究之旨。南北台省交章劾忠贤，悉留中不报。越几日，二更许，忠贤手封墨敕，不由阁票，竟送该科，削涟等为民。时值苦署，钮锁铁铛，惨如砲烙。”
541. ↑  《明史》（卷110）：“秉謙正月晉少傅兼太子太師吏部尚書建極殿大學士。九月晉左柱國少師中極殿大學士。”
542. ↑  《明史》（卷110）：“延禧正月晉少傅兼太子太師吏部尚書建極殿大學士。六月罷。”
543. ↑  《明史》（卷110）：“廣微正月晉少保兼太子太傅吏部尚書建極殿大學士。八月致仕，晉少傅兼太子太師。”
544. ↑  《明史》（卷110）：“禮部尚書。八月兼東閣大學士入，尋晉太子太保文淵閣大學士。十一月致仕。”
545. ↑  《明史》（卷110）：“黃立極八月晉禮部尚書兼東閣大學士入。九月晉太子太保文淵閣大學士。”
546. ↑  《明史》（卷110）：“丁紹軾八月晉禮部尚書兼東閣大學士入。九月加太子太保文淵閣大學士。”
547. ↑  《明史》（卷110）：“馮銓八月晉禮部侍郎兼東閣大學士入。九月晉禮部尚書文淵閣大學士。”
548. ↑  《明史》（卷110）：“承宗出鎮。正月晉少師兼太子太師。九月晉左柱國中極殿大學士。十月致仕。”
549. ↑  《明史》（卷306）:“自秉謙、廣微當國，政歸忠賢。其後入閣者黃立極、施鳳來、張瑞圖之屬，皆依媚取容，名麗逆案。”
550. ↑  《明史》（卷110）：“秉謙四月晉太保。閏六月晉上柱國太師。九月致仕。”
551. ↑  《明史》（卷110）：“立極四月晉少保兼太子太保戶部尚書武英殿大學士。十一月晉少傅兼太子太傅吏部尚書建極殿大學士。”
552. ↑  《明史》（卷110）：“紹軾四月晉少保兼太子太保戶部尚書武英殿大學士。尋卒。”
553. ↑  《明史》（卷110）：“銓四月晉少保兼太子太保戶部尚書武英殿大學士。閏六月免。”
554. ↑  《明史》（卷110）：“施鳳來七月晉禮部尚書兼東閣大學士入。十月晉太子太保文淵閣大學士。十一月晉少保兼太子太保戶部尚書武英殿大學士。”
555. ↑  《明史》（卷110）：“張瑞圖七月晉禮部尚書東閣大學士入。十月晉太子太保文淵閣大學士。十一月晉少保兼太子太保戶部尚書武英殿大學士。”
556. ↑  《明史》（卷110）：“李國𣚴七月晉禮部尚書東閣大學士入。十月晉太子太保文淵閣大學士。十一月晉少保兼太子太保戶部尚書武英殿大學士。”
557. ↑  《清史稿》（卷2）：“天命十一年丙寅九月庚午朔，即位於瀋陽。詔以明年為天聰元年。”
558. ↑  《明史》（卷110）：“立極三月晉少傅兼太子太傅吏部尚書建極殿大學士。八月加左柱國晉少師兼太子太師中極殿大學士。十月晉太保，辭免。十一月致仕。”
559. ↑  《明史》（卷110）：“鳳來三月晉少保兼太子太保戶部尚書武英殿大學士。八月晉少師兼太子太師中極殿大學士。十月晉左柱國吏部尚書。”
560. ↑  《明史》（卷110）：“瑞圖三月晉少保兼太子太保戶部尚書武英殿大學士。八月加少師兼太子太師中極殿大學士。十月晉左柱國吏部尚書。”
561. ↑  《明史》（卷110）：“國𣚴三月晉少保兼太子太保戶部尚書武英殿大學士。八月晉少師兼太子太師中極殿大學士。十月晉左柱國吏部尚書。”
562. ↑  《明史》（卷110）：“太子太保禮部尚書。十二月兼東閣大學士入。”
563. ↑  《明史》（卷110）：“楊景辰十二月晉禮部尚書兼東閣大學士入。”
564. ↑  《明史》（卷110）：“周道登十二月晉禮部尚書兼東閣大學士入。”
565. ↑  《明史》（卷110）：“錢龍錫十二月晉禮部尚書兼東閣大學士入。”
566. ↑  《明史》（卷110）：“李標十二月晉禮部尚書兼東閣大學士入。”
567. ↑  《明史》（卷110）：“劉鴻訓十二月晉禮部尚書兼東閣大學士入。”
568. ↑  《明史》（卷110）：“七年丁卯八月，莊烈帝即位。”
569. ↑  阎崇年. . 网易. 2010-07-01  [2016-02-16]. （原始内容存档于2016-02-23）.
570. ↑  《明史》（卷110）：“凤來三月致仕，晉太傅。”
571. ↑  《明史》（卷110）：“瑞圖三月致仕，晉太保。”
572. ↑  《明史》（卷110）：“國𣚴四月晉太保。五月致仕。”
573. ↑  《明史》（卷110）：“宗道四月晉少保兼太子太保戶部尚書文淵閣大學士。六月致仕，晉少傅兼太子太傅。”
574. ↑  《明史》（卷110）：“景辰四月晉太子太保文淵閣大學士。六月致仕，晉少保。”
575. ↑  《明史》（卷110）：“道登六月任。七月晉太子太保文淵閣大學士。”
576. ↑  《明史》（卷110）：“標二月任。七月晉太子太保文淵閣大學士。”
577. ↑  《明史》（卷110）：“龍錫六月任。七月晉太子太保文淵閣大學士。”
578. ↑  《明史》（卷110）：“鴻訓二月任。七月晉太子太保文淵閣大學士。十月罷。”
579. ↑  《明史》（卷110）：“爌四月召。十二月任。”
580. ↑  《明史》（卷110）：“爌三月晉太傅。”
581. ↑  《明史》（卷110）：“道登正月致仕。”
582. ↑  《明史》（卷110）：“龍錫十二月罷。”
583. ↑  《明史》（卷110）：“成基命十一月晉禮部尚書兼東閣大學士入。”
584. ↑  《明史》（卷110）：“周延儒十二月晉禮部尚書兼東閣大學士入。”
585. ↑  《明史》（卷110）：“禮部尚書。十二月兼東閣大學士入。”
586. ↑  《明史》（卷110）：“錢象坤十二月晉禮部尚書兼東閣大學士入。”
587. ↑  《明史》（卷110）：“承宗十一月召，以少師兼太子太師兵部尚書中極殿大學士出鎮山海關。四年十一月致仕。”
588. ↑  《清史稿》（卷2）:“冬十月癸丑，上親征明，徵蒙古諸部兵以次來會。庚申，次納裡特河，察哈爾五千人來歸。壬戌，次遼河。丙寅，科爾沁奧巴以二十三貝勒來會。上集諸貝勒大臣議征明與征察哈爾孰利，皆言察哈爾遠，於是征明。辛未，次喀喇沁之青城。大貝勒代善、三貝勒莽古爾泰止諸貝勒帳外，入見密議班師。既退，岳託等入白諸將在外候進取。上不懌，因曰：「兩兄謂我兵深入，勞師襲遠，若糧匱馬疲，敵人環攻，無為歸計。若等見及此，而初不言，朕既遠涉，乃以此為辭。我謀且隳，何候為！」岳託堅請進師。八固山額真詣代善、莽古爾泰議，夜半議定。諭曰：「朕承天命，興師伐明，拒者戮，降者勿擾。俘獲之人，父母妻子勿使離散。勿淫人婦女，勿褫人衣服，勿毀廬舍器皿，勿伐果木，勿酗酒。違者罪無赦。固山額真等不禁，罪如之。」乙亥，次老河，命濟爾哈朗、岳託率右翼兵攻大安口，阿巴泰、阿濟格率左翼兵攻龍井關。上與大貝勒代善、三貝勒莽古爾泰率大兵繼之。丁丑，左翼兵克龍井關，明副將易愛、參將王遵臣來援，皆敗死。漢兒莊、潘家口守將俱降。戊寅，上督兵克洪山口。辛巳，上至遵化。莽古爾泰率左翼兵自漢兒莊來會。遺書明巡撫王元雅勸降。”
589. ↑  《明史》（卷110）：“爌正月致仕。”
590. ↑  《明史》（卷110）：“標二月晉少保兼太子太保戶部尚書武英殿大學士。三月致仕。”
591. ↑  《明史》（卷110）：“基命二月晉太子太保文淵閣大學士。九月致仕。”
592. ↑  《明史》（卷110）：“延儒二月晉太子太保文淵閣大學士。十一月晉少保武英殿大學士。”
593. ↑  《明史》（卷110）：“如寵二月晉太子太保文淵閣大學士。十一月晉少保武英殿大學士。”
594. ↑  《明史》（卷110）：“象坤二月晉太子太保文淵閣大學士。十一月晉少保武英殿大學士。”
595. 1 2  《明史》（卷110）：“禮部尚書。六月兼東閣大學士入。十一月晉太子太保文淵閣大學士。”
596. ↑  《明史》（卷110）：“如寵八月致仕。”
597. ↑  《明史》（卷110）：“象坤八月致仕。”
598. ↑  《明史》（卷110）：“延儒二月晉少傅兼太子太傅吏部尚書建極殿大學士。”
599. ↑  《明史》（卷110）：“體仁二月晉少保兼太子太保戶部尚書武英殿大學士。”
600. ↑  《明史》（卷110）：“宗達二月晉少保兼太子太保戶部尚書武英殿大學士。”
601. ↑  《明史》（卷110）：“鄭以偉五月晉禮部尚書兼東閣大學士入。十月晉太子少保。”
602. ↑  《明史》（卷110）：“徐光啟五月晉禮部尚書兼東閣大學士入。十月加太子少保。”
603. ↑  《明史》（卷110）：“延儒六月罷。”
604. ↑  《明史》（卷110）：“體仁十一月晉少傅兼太子太傅吏部尚書建極殿大學士。”
605. ↑  《明史》（卷110）：“宗達十二月晉少傅兼太子太傅吏部尚書建極殿大學士。”
606. ↑  《明史》（卷110）：“以偉六月卒。”
607. ↑  《明史》（卷110）：“光啟七月晉太子太保文淵閣大學士。十月卒。”
608. ↑  《明史》（卷110）：“錢士升九月晉禮部尚書兼東閣大學士入。”
609. ↑  《明史》（卷110）：“王應熊十一月晉禮部尚書兼東閣大學士入。”
610. ↑  《明史》（卷110）：“何吾騶十一月晉禮部尚書兼東閣大學士入。”
611. ↑  《明史》（卷110）：“何如寵七月召，辭不赴。”
612. ↑  《明史》（卷110）：“體仁二月晉少師兼太子太師中極殿大學士。”
613. ↑  《明史》（卷110）：“宗達二月晉少師兼太子太師中極殿大學士。”
614. ↑  《明史》（卷110）：“應熊二月晉太子太保文淵閣大學士。”
615. ↑  《明史》（卷110）：“吾騶二月晉太子太保文淵閣大學士。”
616. ↑  《明史》（卷110）：“士升二月晉太子太保文淵閣大學士。”
617. ↑  《清史稿》（卷3）：“秋七月己丑，命貝勒阿濟格、多爾袞、多鐸等入龍門，會宣府，上親統大軍自宣府趨朔州，期四路兵剋期並進。辛卯，毀邊牆。壬辰，入上方堡，至宣府右衛，以書責明守臣負盟之罪，仍諭其遣使議和。癸巳，駐城東南。時阿濟格攻龍門，未下，令略保安。丁酉，營東城，遺明代王書，復約其遣使議和。代善攻得勝堡，克之。明參將李全自縊死。進攻懷仁、井坪，皆不克，遂駐朔州。丙午，上圍應州，令代善等趣馬邑。土魯什至歸化城，察哈爾林丹之妻率其八寨桑以一千二百戶來降。庚戌，阿濟格等攻保安州，克之。壬子，德格類入獨石口，取長安嶺，攻赤城，不克，俱會師於應州。”
618. ↑  《明史》（卷110）：“宗達五月致仕。”
619. ↑  《明史》（卷110）：“應熊九月罷。”
620. ↑  《明史》（卷110）：“吾騶十一月罷。”
621. ↑  《明史》（卷110）：“文震孟七月晉禮部侍郎兼東閣大學士入。十一月閒住。”
622. ↑  《明史》（卷110）：“張至發七月晉禮部侍郎兼東閣大學士入。”
623. ↑  《明史纪事本末》（卷75）:“丙寅，賊陷鳳陽，鳳陽無城郭，賊大至，官軍無一人迎敵者，遂潰。賊焚皇陵，樓殿為燼，燔松三十萬株，殺守陵太監六十餘人，縱高牆罪宗百餘人。”
624. ↑  《明史》（卷110）：“體仁十月晉少師兼太子太師中極殿大學士。”
625. ↑  《明史》（卷110）：“士升四月免。”
626. ↑  《明史》（卷110）：“至發六月晉禮部尚書。十月晉太子太保文淵閣大學士。”
627. ↑  《明史》（卷110）：“禮部侍郎。正月兼東閣大學士入。六月卒。”
628. 1 2  《明史》（卷110）：“禮部尚書。六月兼東閣大學士入。十月晉太子太保文淵閣大學士。”
629. ↑  《明史》（卷110）：“孔貞運六月晉禮部尚書東閣大學士入。十月晉太子太保文淵閣大學士。”
630. ↑  《清史稿》（卷3）：“崇德元年夏四月乙酉，祭告天地，行受尊號禮，定有天下之號曰大清，改元崇德，群臣上尊號曰寬溫仁聖皇帝，受朝賀。”
631. ↑  《清史稿》（卷3）：“庚午，武英郡王阿濟格、饒餘貝勒阿巴泰、公揚古利等率師征明。上御翔鳳閣面授方略，且誡諭之。癸酉，師行。”
632. ↑  《明史》（卷110）：“體仁正月晉左柱國，三月晉太保，俱辭免。六月致仕。”
633. ↑  《明史》（卷110）：“至發三月晉少傅兼太子太傅戶部尚書。”
634. ↑  《明史》（卷110）：“士俊三月晉少傅兼太子太傅戶部尚書。”
635. ↑  《明史》（卷110）：“逢聖三月晉少傅兼太子太傅戶部尚書。”
636. ↑  《明史》（卷110）：“貞運三月晉少傅兼太子太傅戶部尚書。”
637. ↑  《明史》（卷110）：“劉宇亮八月晉禮部尚書兼東閣大學士入。”
638. ↑  《明史》（卷110）：“傅冠八月晉禮部尚書兼東閣大學士入。”
639. ↑  《明史》（卷110）：“薛國觀八月晉禮部侍郎兼東閣大學士入。”
640. ↑  《明史》（卷110）：“至發四月罷。”
641. ↑  《明史》（卷110）：“士俊正月罷。”
642. ↑  《明史》（卷110）：“逢聖三月罷。”
643. ↑  《明史》（卷110）：“貞運六月罷。”
644. ↑  《明史》（卷110）：“宇亮六月晉文淵閣大學士。十一月出督師。”
645. ↑  《明史》（卷110）：“冠六月晉文淵閣大學士。八月罷。”
646. ↑  《明史》（卷110）：“國觀六月晉禮部尚書。”
647. ↑  《明史》（卷110）：“程國祥六月改禮部尚書兼東閣大學士入。”
648. ↑  《明史》（卷110）：“楊嗣昌六月改禮部尚書兼東閣大學士入，仍掌兵部。”
649. ↑  《明史》（卷110）：“方逢年六月晉禮部尚書兼東閣大學士入。十二月閒住。”
650. ↑  《明史》（卷110）：“蔡國用六月晉禮部尚書兼東閣大學士入。”
651. ↑  《明史》（卷110）：“范復粹六月晉禮部侍郎兼東閣大學士入。”
652. ↑  《清史稿》（卷3）：“癸丑，以睿親王多爾袞為奉命大將軍，統左翼兵，貝勒豪格、阿巴泰副之，貝勒岳託為揚武大將軍，統右翼兵，貝勒杜度副之，分道伐明。”
653. ↑  《明史》（卷110）：“宇亮二月罷。”
654. ↑  《明史》（卷110）：“國觀六月晉太子太保戶部尚書文淵閣大學士。十一月晉少保吏部尚書武英殿大學士。”
655. ↑  《明史》（卷110）：“國祥四月致仕。”
656. ↑  《明史》（卷110）：“嗣昌九月督師。”
657. ↑  《明史》（卷110）：“國用六月晉太子太保戶部尚書文淵閣大學士。”
658. ↑  《明史》（卷110）：“復粹五月晉禮部尚書。六月晉太子太保戶部尚書文淵閣大學士。”
659. ↑  《明史》（卷110）：“姚明恭五月晉禮部尚書兼東閣大學士入。”
660. ↑  《明史》（卷110）：“張四知五月晉禮部尚書兼東閣大學士入。”
661. ↑  《明史》（卷110）：“魏炤乘五月晉禮部尚書兼東閣大學士入。”
662. ↑  《明史》（卷110）：“國觀六月致仕。”
663. ↑  《明史》（卷110）：“國觀六月卒。”
664. ↑  《明史》（卷110）：“明恭五月罷。”
665. ↑  《明史》（卷110）：“謝陞四月晉太子少保，改禮部尚書兼東閣大學士。八月晉少保兼太子太保吏部尚書武英殿大學士。”
666. ↑  《明史》（卷110）：“禮部侍郎。四月兼東閣大學士入。”
667. ↑  《明史》（卷110）：“嗣昌督師。九月晉太子少保。”
668. ↑  《明史》（卷110）：“復粹五月罷。”
669. ↑  《明史》（卷110）：“延儒二月召。九月入。十一月晉少師兼太子太師中極殿大學士。”
670. ↑  《明史》（卷110）：“逢聖二月召。九月入。”
671. ↑  《明史》（卷110）：“至發二月召。辭不赴。”
672. ↑  《明史》（卷110）：“嗣昌三月卒於軍。”
673. ↑  《明史纪事本末》（卷18）:“十四年春正月，李自成圍河南府，福王募死士逆戰，斬獲頗多，賊引退。賊以大礮環攻城，城守嚴不動，及昏而退。總兵王紹禹兵有馳而呼於城上者，外亦呼而應之。紹禹兵即執副使王胤昌於城上，紹禹馳解之。諸軍曰：「賊已在城下，即總鎮其如我何！」揮刀殺守陴者數人，守陴者皆驚墜堞。賊緣堞而上，叛兵迎之，賊遂入。賊焚福王府，福王及世子俱縋城走。士民被殺數十萬。執副使王胤昌已下各官，皆不死，惟一典史不屈見殺。河南方大饑，通判白尚文墜城死，其屍為饑民所食，頃刻盡。自成發藩邸及巨室米數萬石、金錢數十萬賑饑民。先是，自成聞福藩最富，為謀已久。適陝西叛兵數百逃至河南，巡撫招至城中禦寇。事聞，詔逮其首惡數人，解京正法。叛兵大懼，乃陰勾自成襲河南，為內應，故一夕而陷。丁酉，自成跡福王所在，執之，並執前兵部尚書呂維祺。維祺遇王於西關，謂王曰：「名義甚重，毋自辱！」王見自成免怖，泥首乞命。自成責數其失，遂遇害。賊置酒大會，以王為俎，雜鹿肉食之，號「福祿酒」。”
674. ↑  《明史纪事本末》（卷18）:“壬辰，至項城，賊追之，被執至城下，賊呼於門曰：「我秦督官軍也，請啟門納秦督。」宗龍大呼曰：「我秦督也，不幸墮賊手。左右皆賊耳，毋為所紿！」賊唾宗龍，宗龍罵曰：「我大臣也，殺則殺耳，豈能為賊詐城以緩死！」賊抽刃擊宗龍，中腦而仆，復厲聲罵，賊斲其耳鼻，死城下。人龍、國奇俱歸陝，賊獲衣甲器械無算，遂陷項城，屠之。分兵屠商水、扶溝，所在土寇蠭起騷動。詔復宗龍兵部尚書、太子太保。”
675. ↑  《明史》（卷110）：“逢聖六月罷。”
676. ↑  《明史》（卷110）：“四知五月晉太子太保。六月罷。”
677. ↑  《明史》（卷110）：“炤乘三月罷。”
678. ↑  《明史》（卷110）：“陞四月罷。”
679. ↑  《明史》（卷110）：“蔣德璟六月晉禮部尚書兼東閣大學士入。”
680. ↑  《明史》（卷110）：“黃景昉六月晉禮部尚書兼東閣大學士入。”
681. ↑  《明史》（卷110）：“吳甡六月晉禮部尚書兼東閣大學士入。”
682. ↑  《明史》（卷110）：“應熊十一月召。明年九月至。未任罷。”
683. ↑  《清史稿》（卷3）:“七年春二月癸卯，上出獵葉赫。戊申，明德王朱由賸卒，以禮葬之。戊午，阿濟格奏敗明兵於寧遠。辛酉，豪格、阿達禮、多鐸、羅洛宏奏拔松山，擒明總督洪承疇，巡撫邱民仰，總兵王廷臣、曹變蛟、祖大樂，游擊祖大名、大成等。”
684. ↑  《清史稿》（卷3）:“冬十月癸卯，遣英俄爾岱等鞫朝鮮閣臣崔鳴吉等罪。辛亥，以阿巴泰為奉命大將軍，與圖爾格率師伐明。壬子，師行。”
685. ↑  《明史》（卷110）：“延儒五月晉太師兼太子太師吏部尚書中極殿大學士。尋罷。”
686. ↑  《明史》（卷110）：“演五月晉太子少保戶部尚書武英殿大學士。”
687. ↑  《明史》（卷110）：“德璟五月晉太子少保戶部尚書文淵閣大學士。”
688. ↑  《明史》（卷110）：“景昉五月晉太子少保戶部尚書文淵閣大學士。九月致仕。”
689. ↑  《明史》（卷110）：“甡三月督師未行。五月晉太子少保戶部尚書兼兵部尚書文淵閣大學士。尋罷。”
690. ↑  《明史》（卷110）：“魏藻德五月擢少詹事兼東閣大學士入。”
691. ↑  《明史》（卷110）：“吏部右侍郎。十一月兼東閣大學士入。”
692. ↑  《明史》（卷110）：“右副都御史。十一月兼東閣大學士入。”
693. ↑  《明史纪事本末》（卷78）:“自成據襄陽，號曰襄京，其餘所陷郡縣，俱改易名號。修襄王宮殿，設官分職，武官有權將軍等九品，文官有太師、六政府諸品。封崇王由樻為襄陽伯。邵陵王在城、保寧王紹圯、肅寧王術授俱降賊，改封伯。偽吏政府侍郎喻上猷薦列荊州紳士，賊下檄征之。江陵舉人陳萬策、李開先在所薦中，偽檄下，萬策自經，開先觸牆死。楊永裕又勸進，牛金星不可，乃止。”
694. ↑  《明史纪事本末》（卷77）:“獻忠遂據楚王府，僭稱武昌曰京城。偽設六部、五府，鑄西王之寶。開科取士，殿試取三十人為進士，授郡縣官。初，李自成兵臨漢陽不克，聞獻忠取之，自成怒，榜示遠近，曰：「有能擒獻忠以獻者，賞千金。」及聞取武昌，復遣人賀之曰：「老回回已降，曹、革、左皆被殺，行將及汝矣。」獻忠得書而懼，多齎金 寶，報使於自成。自成留其使，獻忠恨之。”
695. ↑  《明史纪事本末》（卷78）:“癸丑，賊率精騎大至。傅庭問計於諸將，高傑請戰，白廣恩曰：「我師困，宜駐師分據要害，步步為營，以薄賊易耳。」傅庭恐賊遁，曰：「將軍何怯！獨不如高將軍耶！」廣恩不懌，引所部八千人先去。賊前鋒名「三堵牆」，一紅、一白、一黑，各七千二百人來薄。官軍接戰，陷賊伏中。賊乘之，官軍大敗，陷泥淖死者數千人。高傑立嶺上望曰：「不可支矣。」麾眾退，諸軍盡西走。賊驅大隊疾追，一日馳走四百里，至於孟津。官軍死亡四萬餘人，盡喪其軍資數萬。傅庭與傑收散亡數千騎渡垣曲，走河北。初，賊驅難民誘官軍，斬獲皆良民也。傅庭不知其詐，奏：「賊聞臣名皆驚潰。臣誓肅清楚、豫，不以一賊遺君父。」識者憂之，至是果敗。賊別將克汝州，殺僇過當。”
696. ↑  《明史纪事本末》（卷78）:“丙寅，賊以纛紿守關者，乘間突入，潼關陷。李自成間道緣山崖出潼關後夾攻，官軍大潰。賊既入關西行，一隻虎陷華陰，傅庭及白廣恩退屯渭南。賊合眾數十萬陷渭南，傅庭沒於陣，知縣楊暄被執不屈死。賊屠渭南，陷華州。”
697. ↑  《明史》（卷110）：“演二月免，未行，死於賊。”
698. ↑  《明史》（卷110）：“德璟三月免。”
699. ↑  《明史》（卷110）：“藻德二月晉兵部尚書文淵閣大學士，死於賊。”
700. ↑  《明史》（卷110）：“建泰正月出督師。”
701. ↑  《明史》（卷110）：“岳貢二月晉戶部尚書文淵閣大學士，死於賊。”
702. ↑  《明史》（卷110）：“工部尚書。二月兼東閣大學士入。三月自盡殉節。”
703. ↑  《明史》（卷110）：“禮部侍郎。二月兼東閣大學士入，死於賊。”
704. ↑  《明史纪事本末》（卷78）:“十七年春正月，李自成稱王於西安，僭國號大順，改元永昌。”
705. ↑  《明史》（卷110）：“十七年甲申三月，莊烈帝崩。明亡。”